# Kran

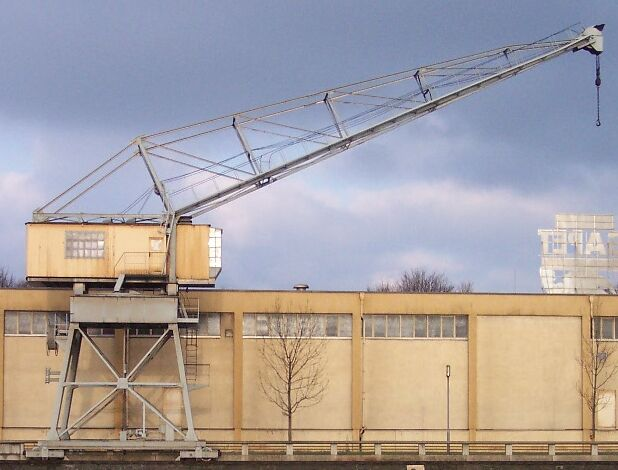
Portaldrehkran mit festem Ausleger

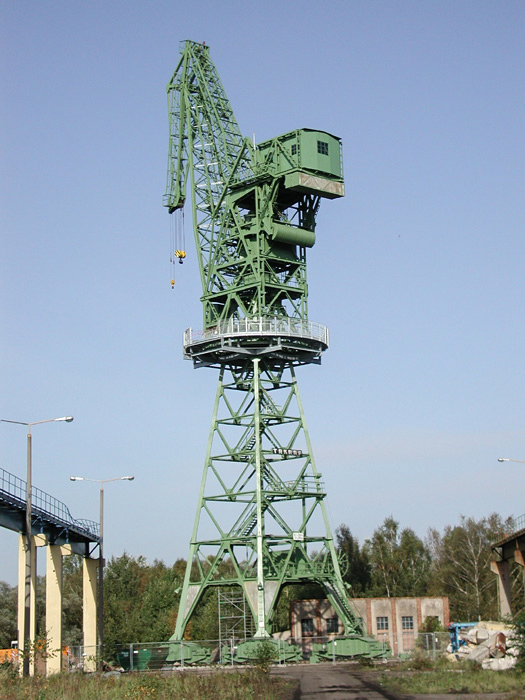
Ein Portalwippdrehkran – der Montageeber in Eberswalde

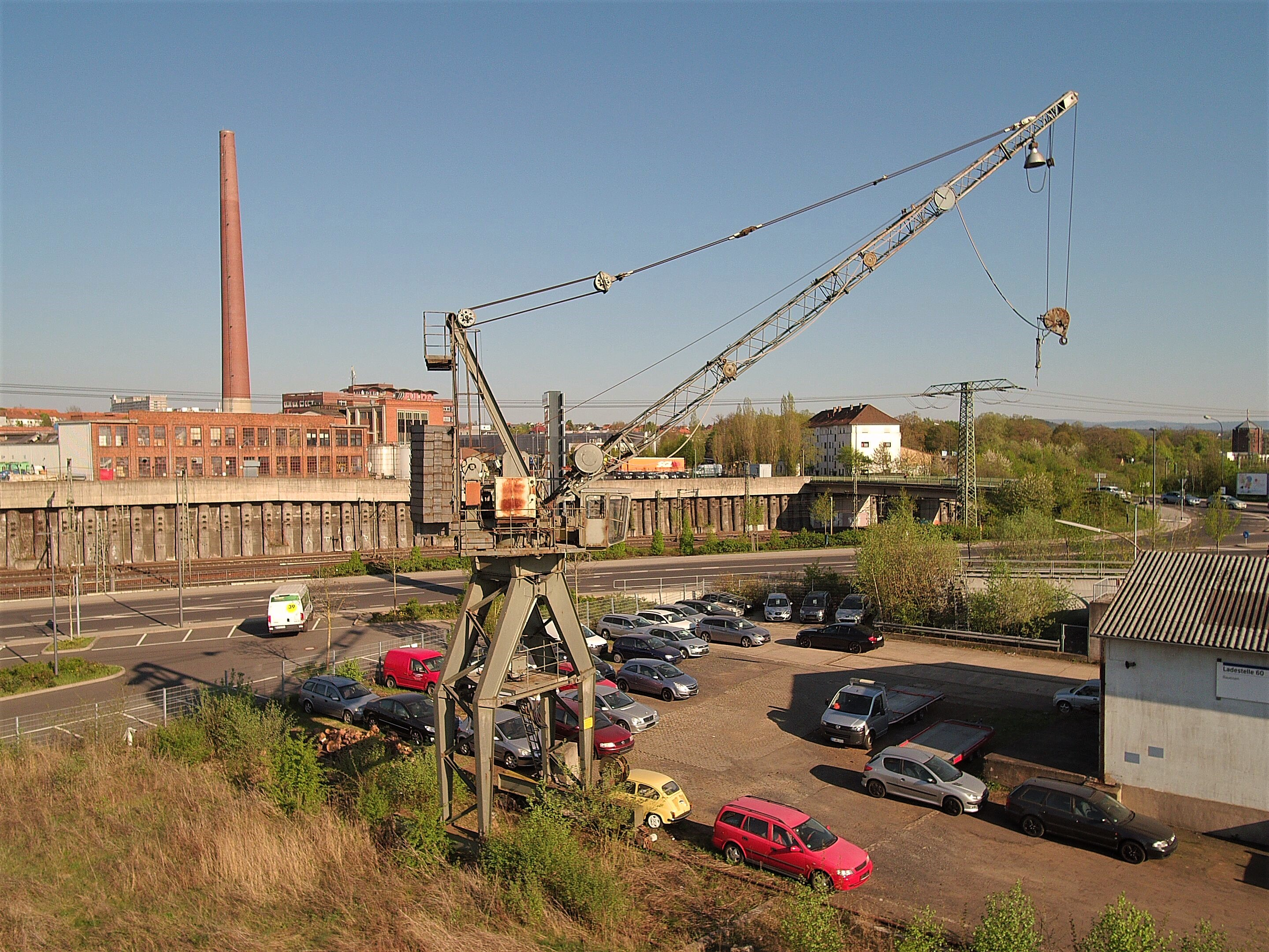
Kleiner Portalkran auf Schienen

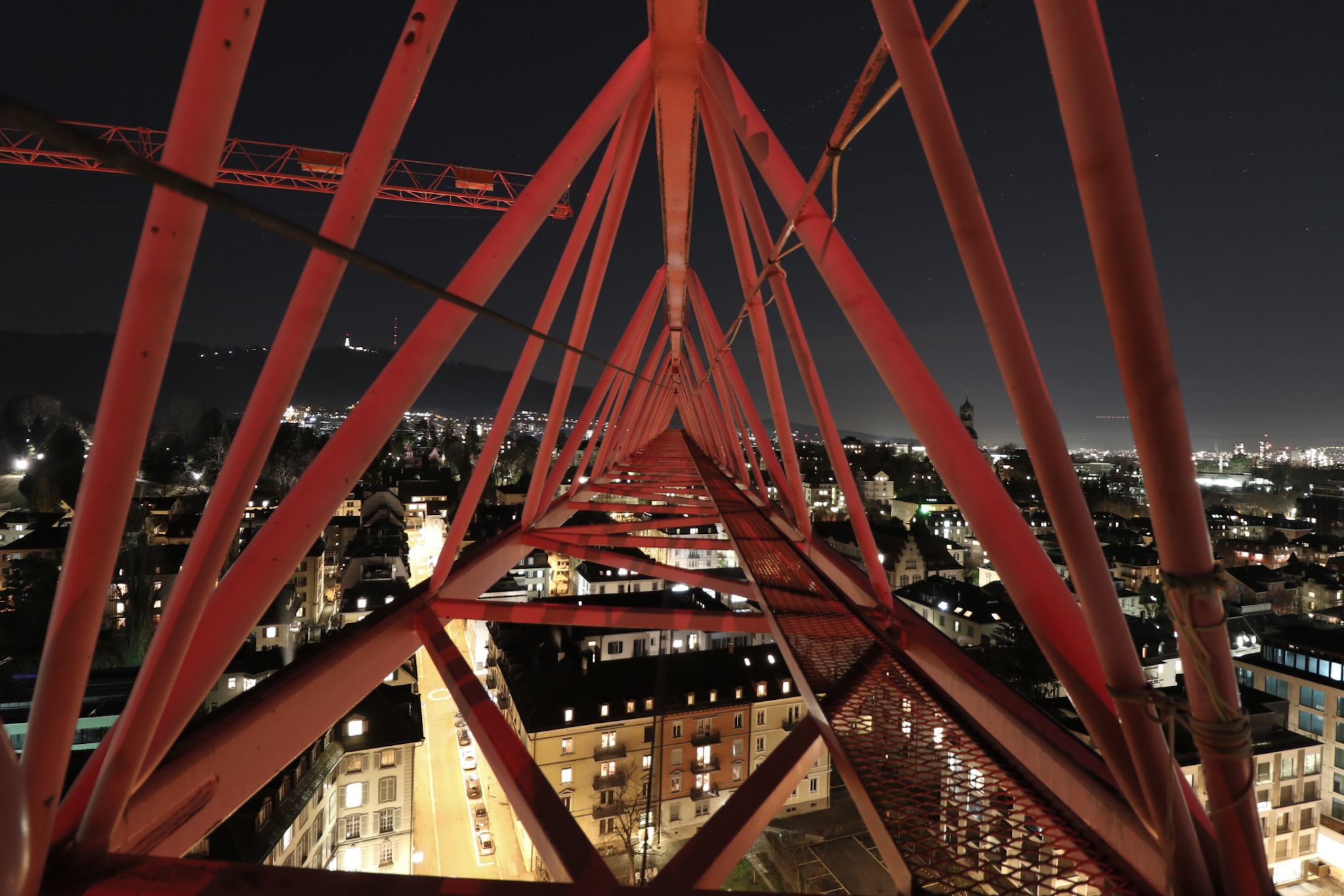
Ausleger von einem Gittermastkran

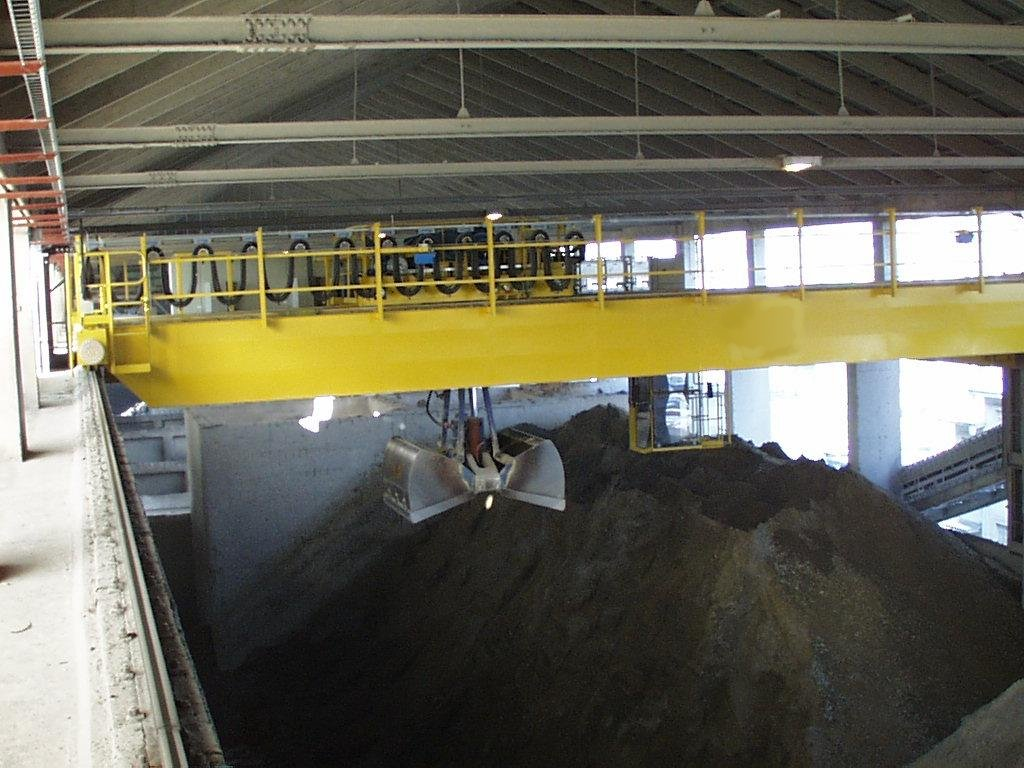
Brückenkran

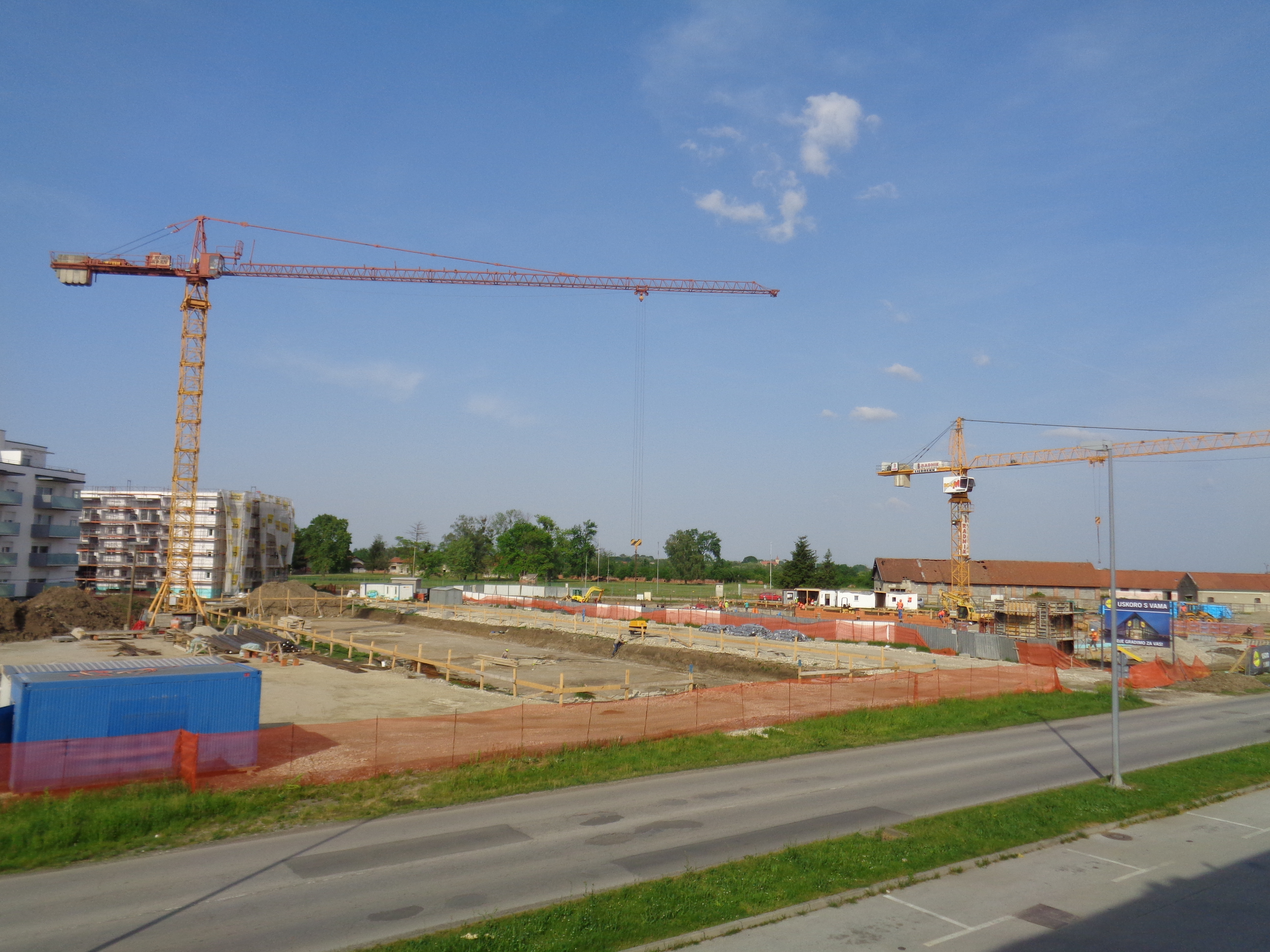
Gittermastkrane

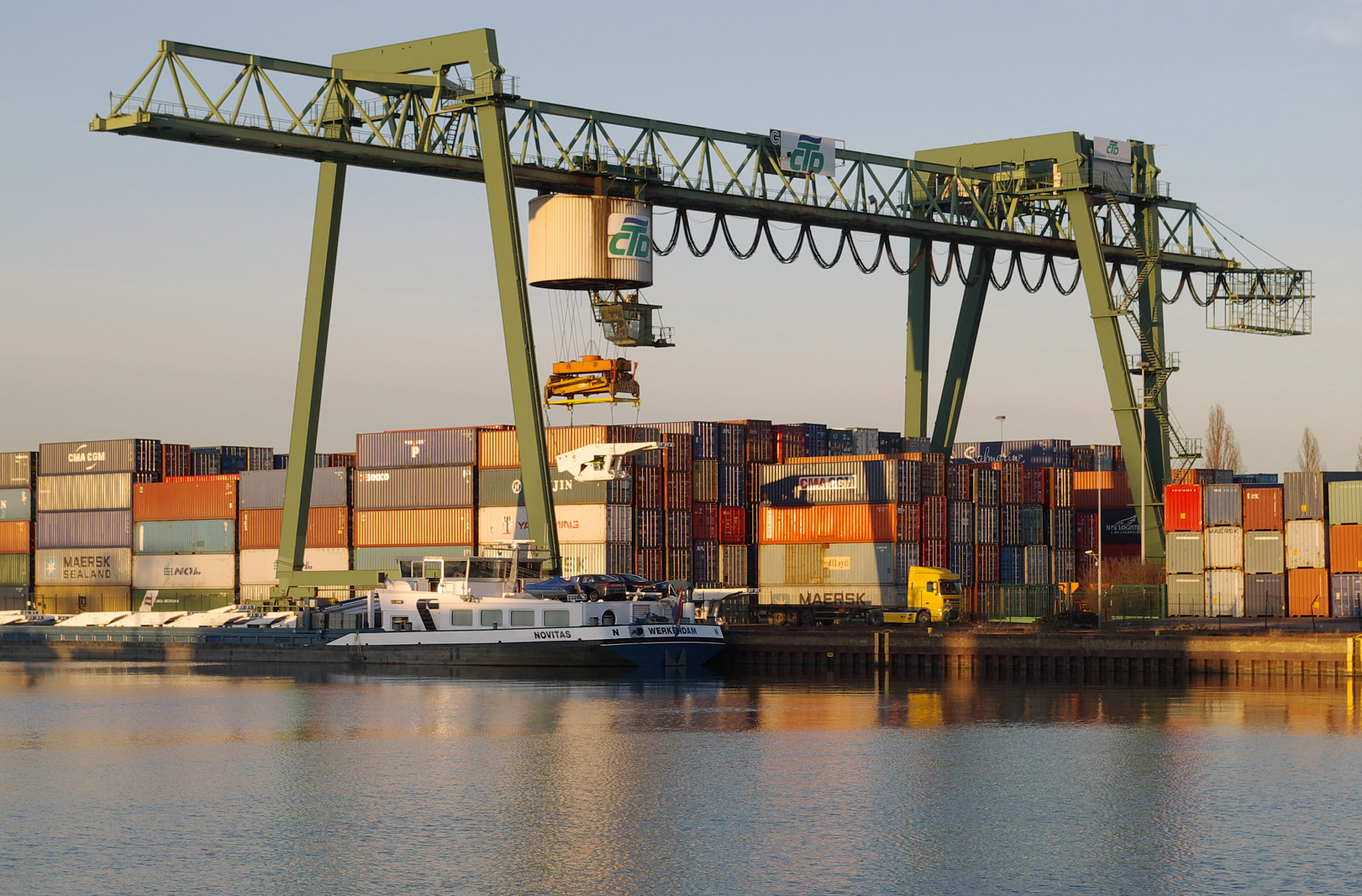
Verladebrücke

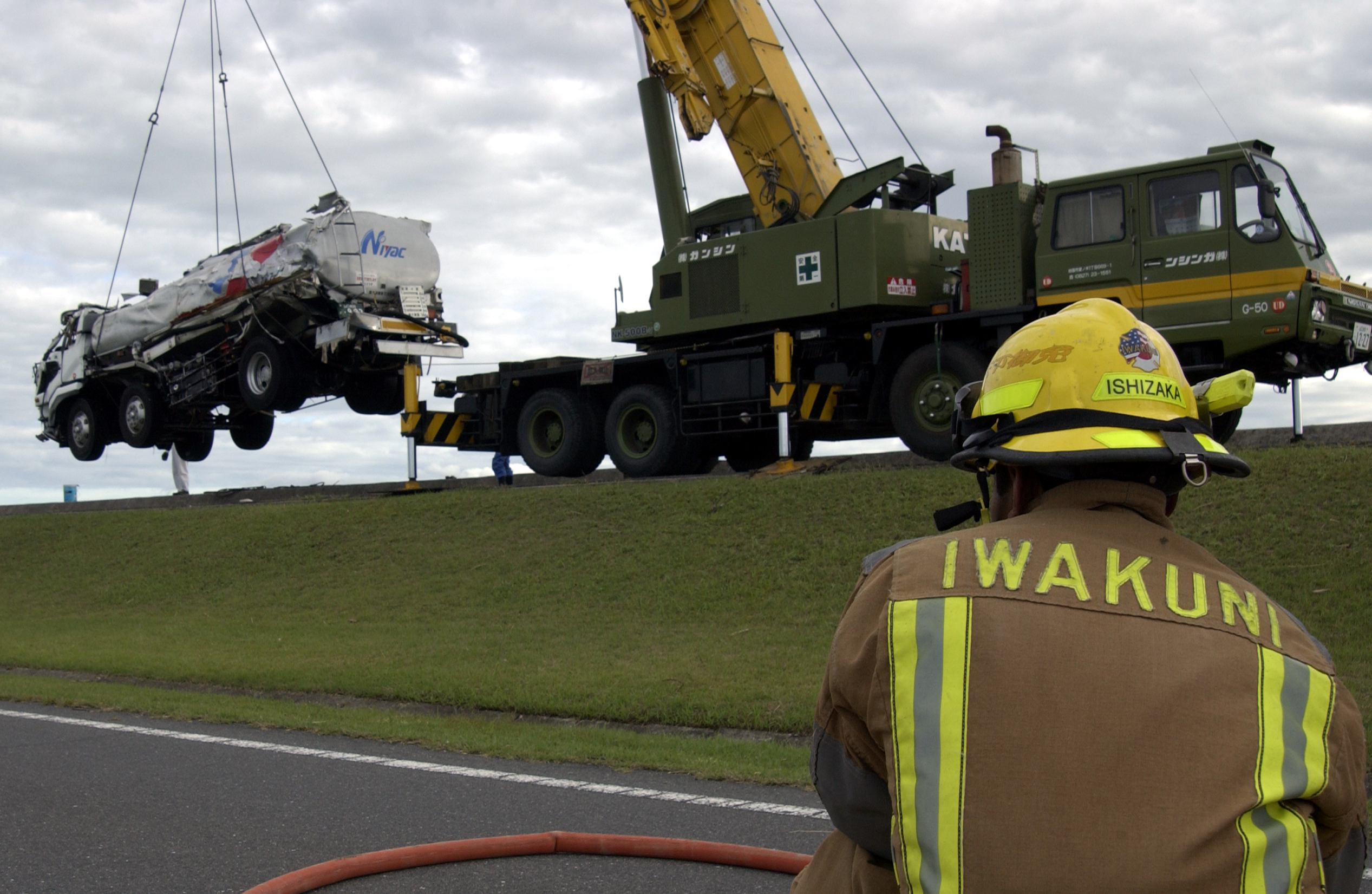
Fahrzeugkran

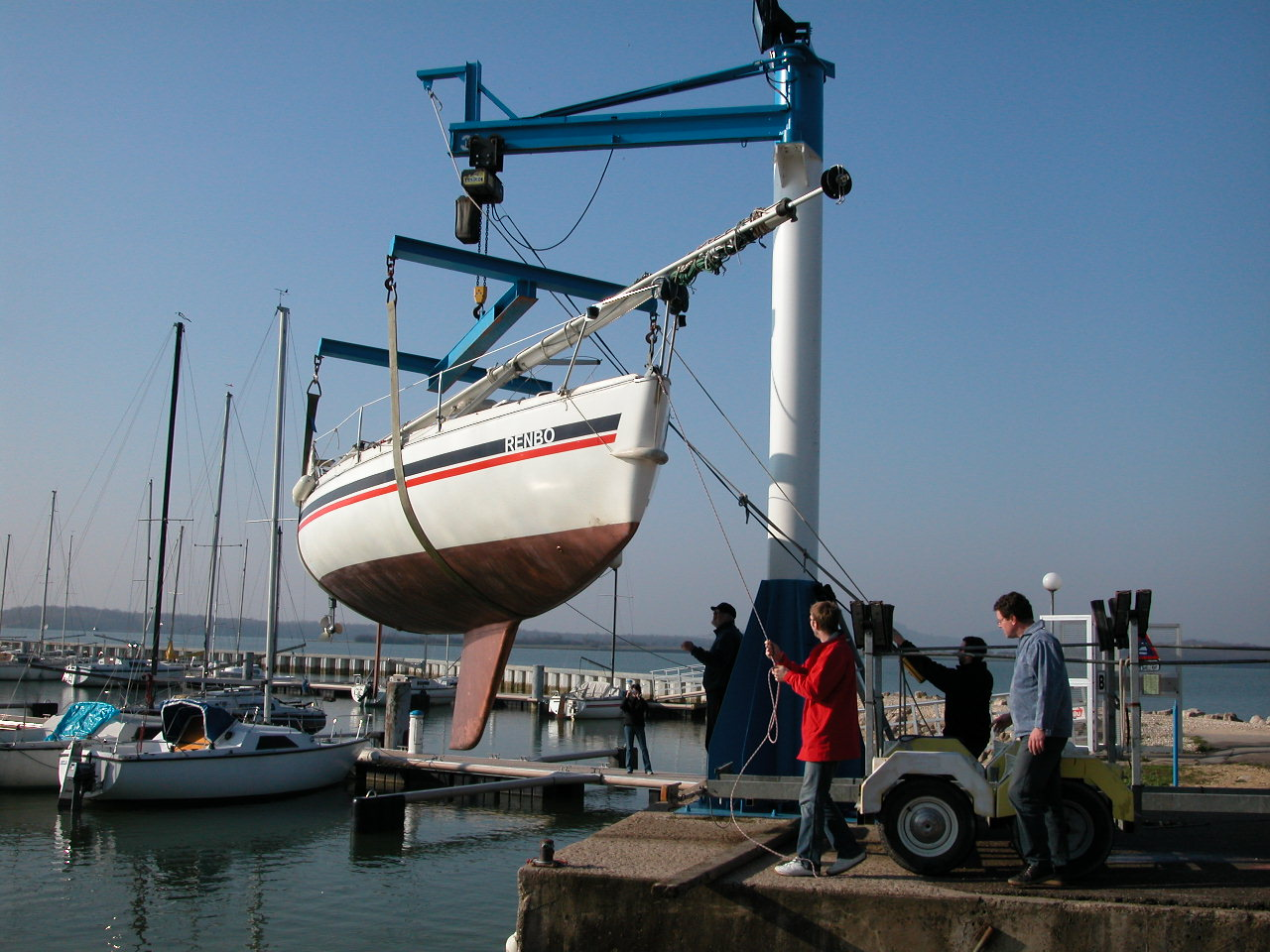
Säulendrehkran

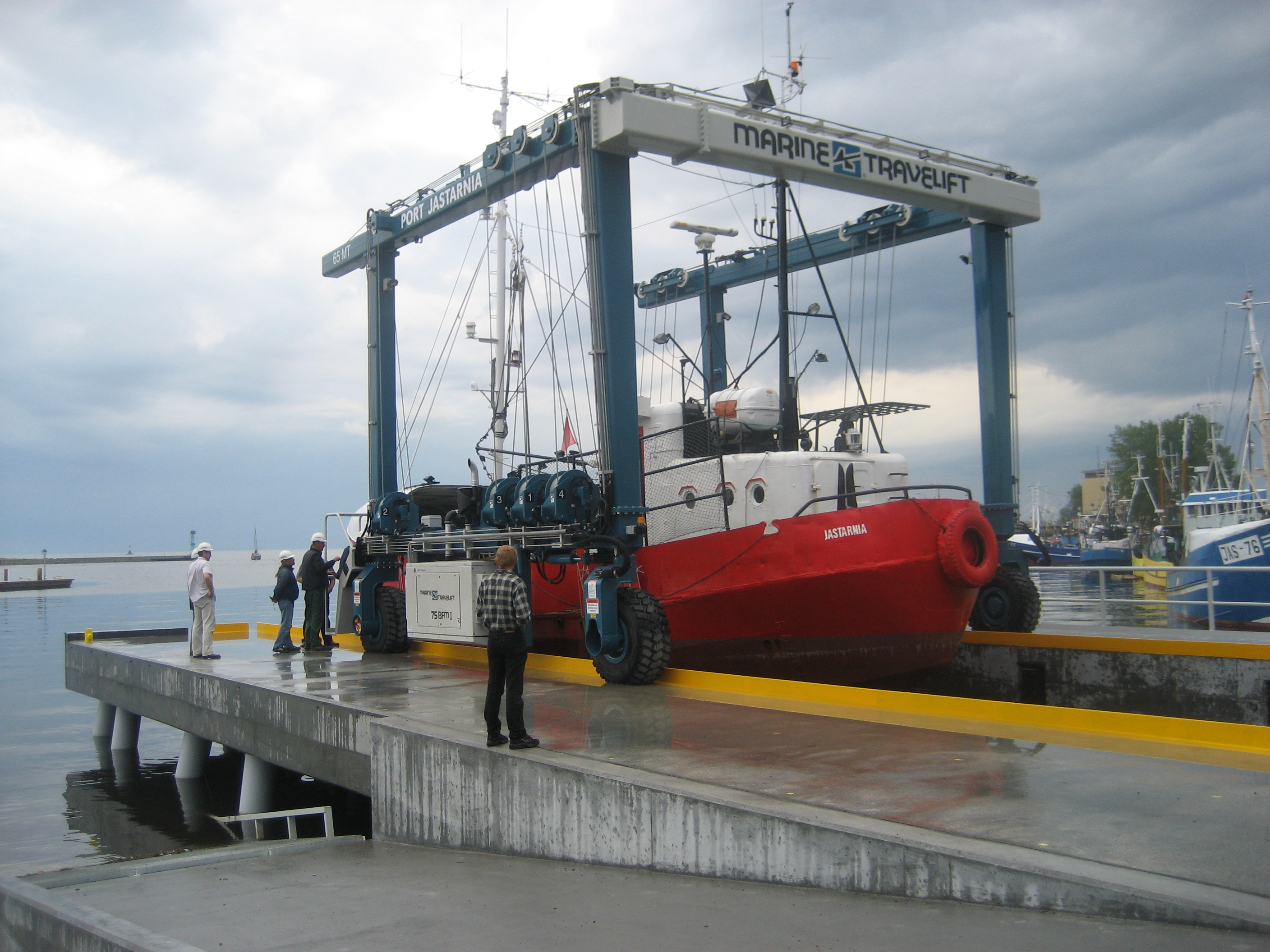
Travellift

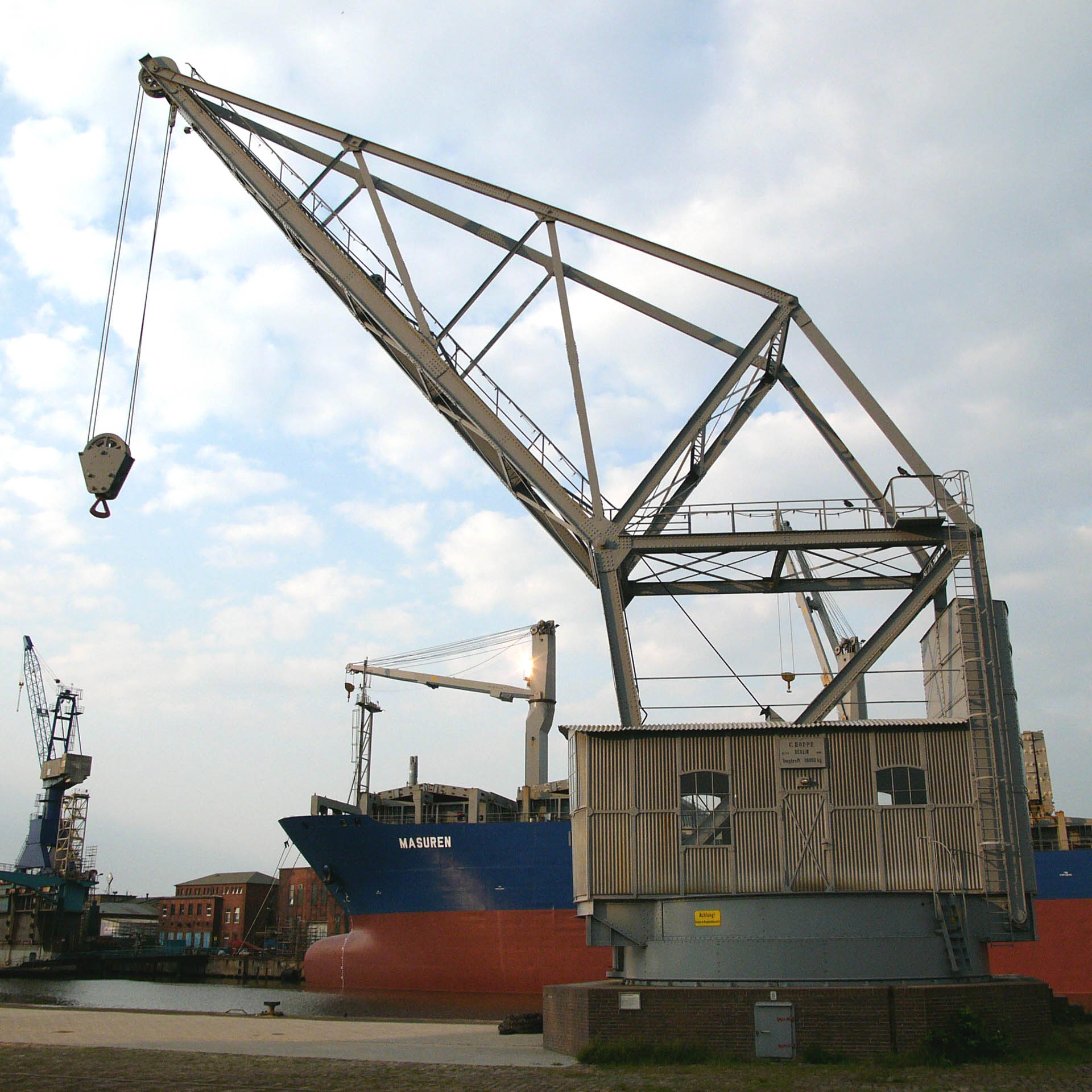
Druckwasser-Drehkran in Bremerhaven (1899)

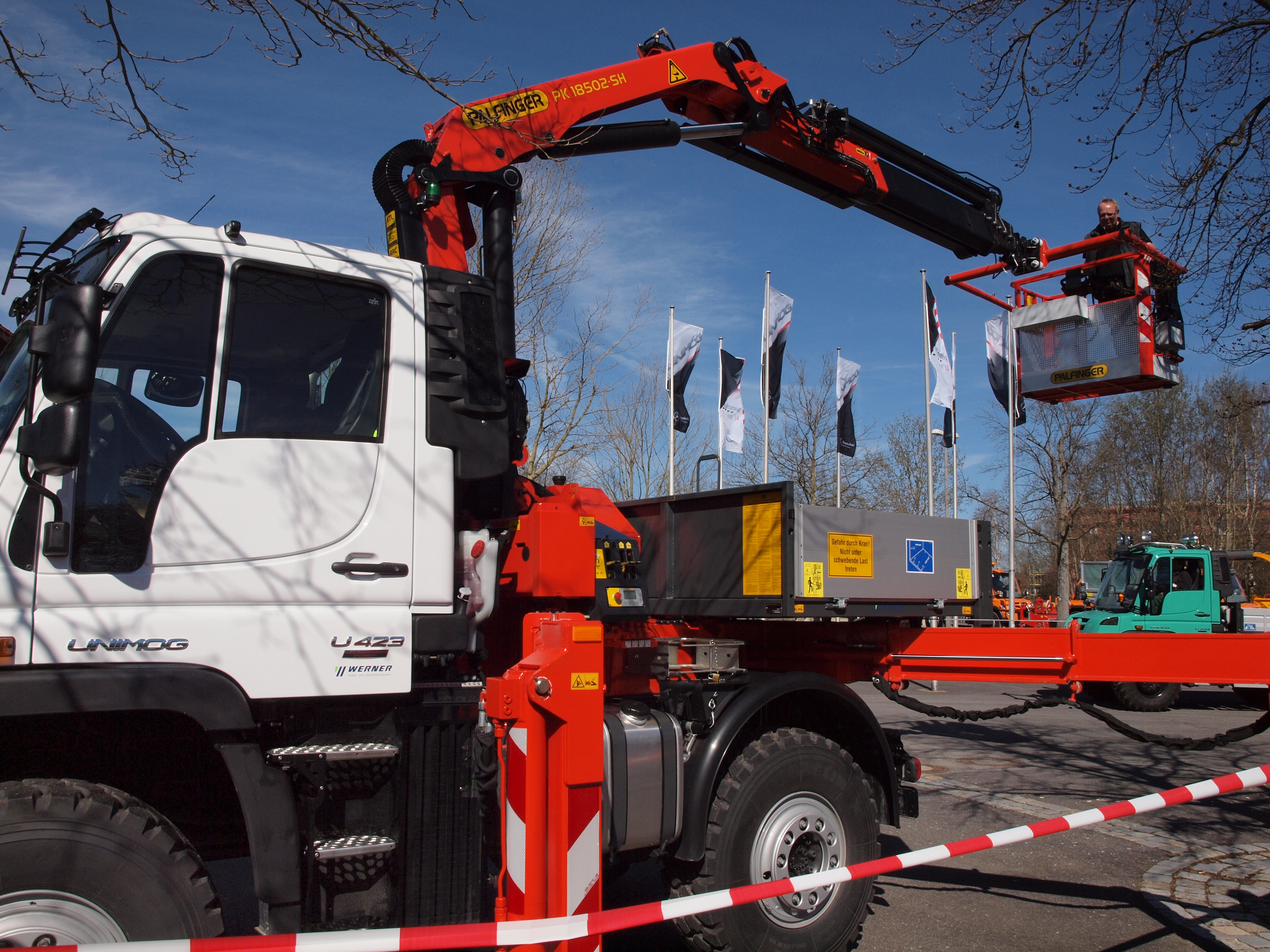
Ladekran auf einem Unimog U423 (2014)

Ein Kran (Mehrzahl: Krane oder Kräne – Kräne wird üblicherweise als umgangssprachlich, Krane als fachsprachlich angesehen; etymologisch verwandt mit altgriechisch γέρανος géranos, deutsch ‚Kranich‘) ist eine manuell oder durch Motoren betriebene Einrichtung zur vertikalen und horizontalen Verladung oder Bewegung von Lasten. Er wird in der Regel zum Be- und Entladen von Schiffen (Stückgut und Container), Eisenbahn- und Lastkraftwagen sowie in Montage-, Fertigungs- und Lagerhallen sowie im Hochbau eingesetzt.
In der Ausführung zum Umschlagen von Schüttgütern wird er meist als Bagger bezeichnet.
Der Unterschied zu einem einfachen Hebezeug, das Bestandteil des Kranes sein kann, ist, dass der Kran flurfrei arbeitet und mehr als zwei Bewegungsrichtungen (auf/ab – links/rechts entspricht zwei Koordinatenrichtungen) ausführen kann (dreidimensionaler Arbeitsbereich) – d. h. die Last an einem anderen Punkt abzusetzen, als er sie aufgenommen hat.
Hauptanwendung ist das Be- und Entladen, auch Güterumschlag genannt, sowie die Verlastung von Gütern an einen bestimmten Punkt (Kurzdistanzen). Letztere Anwendung ist vor allem auf Baustellen sehr wichtig.

## Einteilung der Krane
Es gibt abhängig vom Einsatzzweck verschiedene Bauarten und Ausführungen von Kranen. Nimmt man die Einteilung nach den bestehenden Produktnormen vor, ergibt sich folgende Einteilung:

### Auslegerkrane
Die Auslegerkrane sind in der Produktnorm DIN EN 14985 beschrieben. Hierzu gehören folgende Bauarten:
- Drehkran mit festem Ausleger
- Wippdrehkran mit Einfachlenker
- Wippdrehkran mit Doppellenker
- Derrickkran

### Brücken und Portalkrane
Die Brücken- und Portalkrane sind in der Produktnorm DIN EN 15011 beschrieben. Hierzu gehören folgende Bauarten:
- Brückenkran, auch als Hallenkran, Laufkran, Deckenkran oder Hängekranbahn bezeichnet.
- Portalkran wie ein Tor gebaut, Schienenlaufbahn/Gleislaufbahn auf der Erde (Flur) gebaut oder Gleislose Portalkrane auf Räder/Raupenwerk.
  - Bockkran
  - Halbportalkran
  - Verladebrücke, Kranbrücke z. B. am Hafen für spezielle Frachten wie Getreide und Südfrüchte (Bananen)
  - Portalwippdrehkran
  - Vollportal-Wippdrehkran
  - stationärer Containerkran als Belade- bzw. Entladebrücke für Containerschiffe
  - Spezialkrane (z. B. Stapelkran)
  - Goliathkrane auf Werften zum Bau von Schiffen

### Fahrzeugkrane
Die Fahrzeugkrane sind in der Produktnorm DIN EN 13000 beschrieben. Hierzu gehören folgende Bauarten:
- Autokran, Mobilkran
- geländegängige Langsamläufer (Rough-Terrain-Krane)
- All-Terrain-Krane
- Raupenkran
- Travellift (um Schiffe aus dem Wasser zu heben)

Die Krane können nach der Art der Konstruktion des Auslegers unterschieden werden.
- Teleskopkran
- Gittermastkran

Hans Liebherr konstruierte 1949 den ersten mobilen Turmdrehkran der Welt, den TK 8, mit anfangs mäßigem Erfolg.

### Handbetriebene Krane

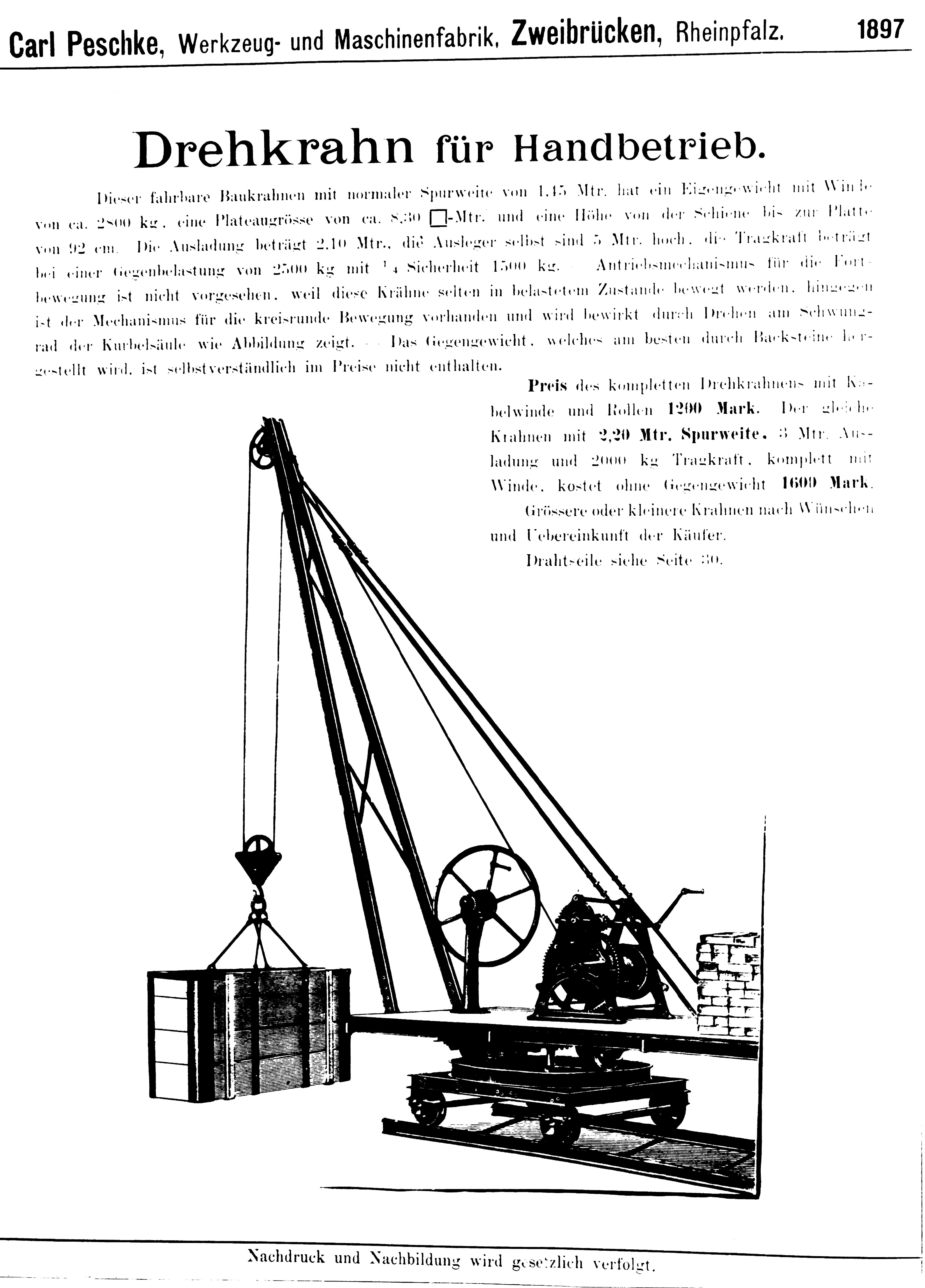
Handbetriebener Kran der Firma Carl Peschke von 1897

Die handbetriebenen Krane sind in der Produktnorm DIN EN 13157 beschrieben.

### Ladekrane
Die Ladekrane sind in der Produktnorm DIN EN 12999 beschrieben. Hierzu gehören folgende Bauarten:
- Ladekran (zum Be- und Entladen von Lastkraftwagen)

### Leichtkransysteme
Die Leichtkransysteme sind in der Produktnorm DIN EN 16851 beschrieben. Hierzu gehören folgende Bauarten:
- Konsolkran
- Säulenschwenkkran, auch als Säulendrehkran bezeichnet
- Schwenkarmkran

### Offshorekrane

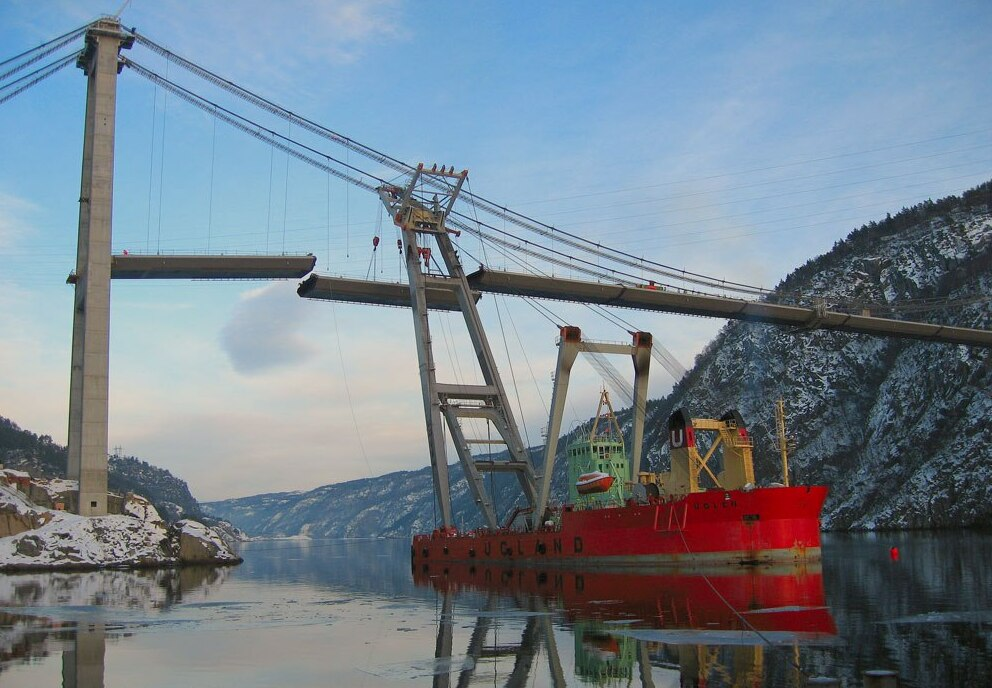
Schwimmkran Uglen beim Bau der Fedafjordbrücke

Die Offshorekrane sind in der Produktnorm DIN EN 13852 beschrieben. Hierzu gehören folgende Bauarten:
- Schwimmkran

### Turmdrehkrane
Die Turmkrane auch Turmdrehkrane sind in der Produktnorm DIN EN 14439 beschrieben. Hierzu gehören folgende Bauarten:
- Obendreher mit Katzausleger
- Obendreher mit Wippausleger
- Untendreher mit Katzausleger
- Untendreher mit Wippausleger

### Minikrane
Minikrane sind Kleinkrane für Projekte auf engem Raum.
Hierzu gehören folgende Bauarten:
- Minikran mit Hybridantrieb: Elektro- und Dieselmotoren
- Minikran mit Elektroantrieb: für Innenräume
- Raupen-Minikrane: Minikrane mit Stahl- oder Gummiketten

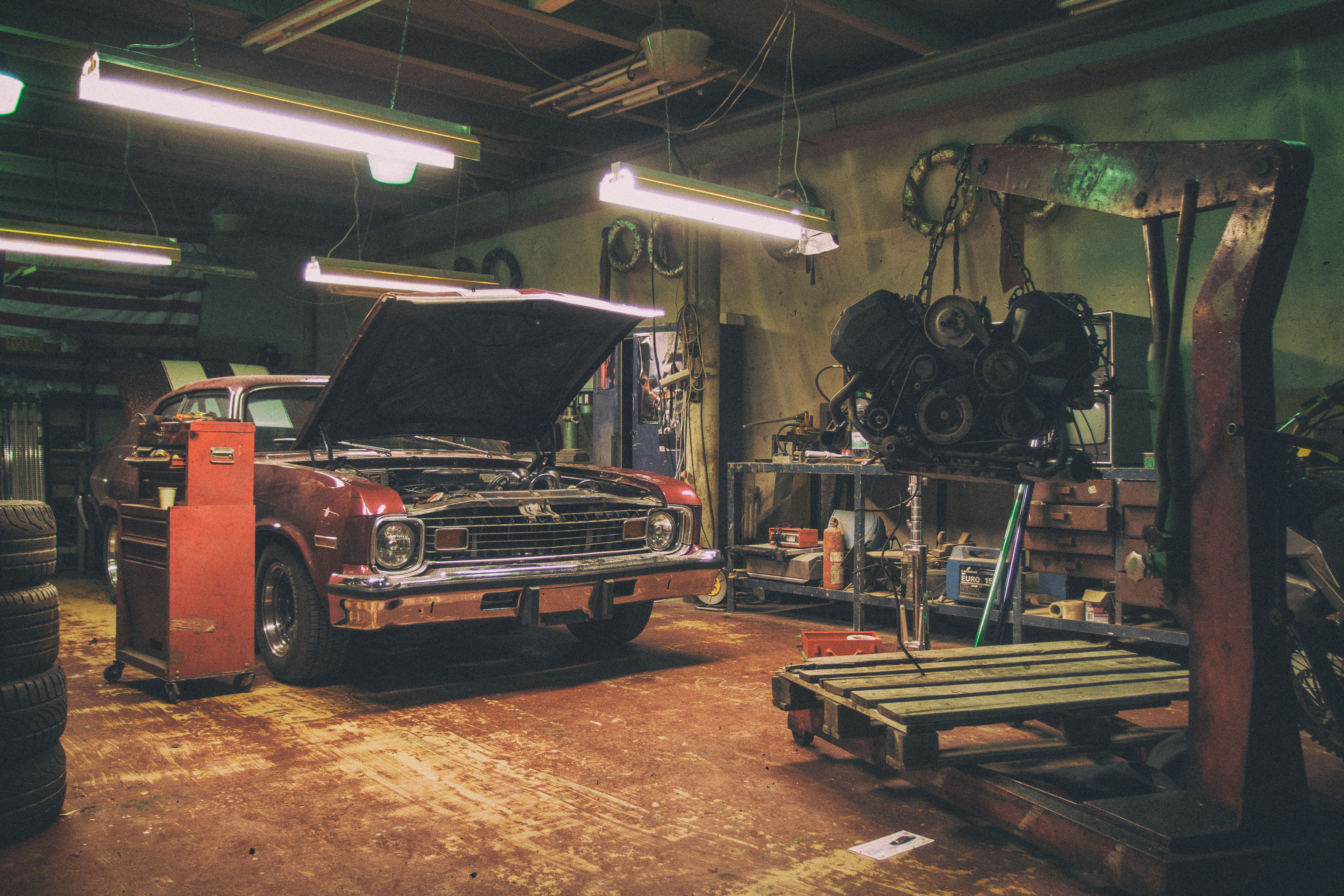
Werkstattkran

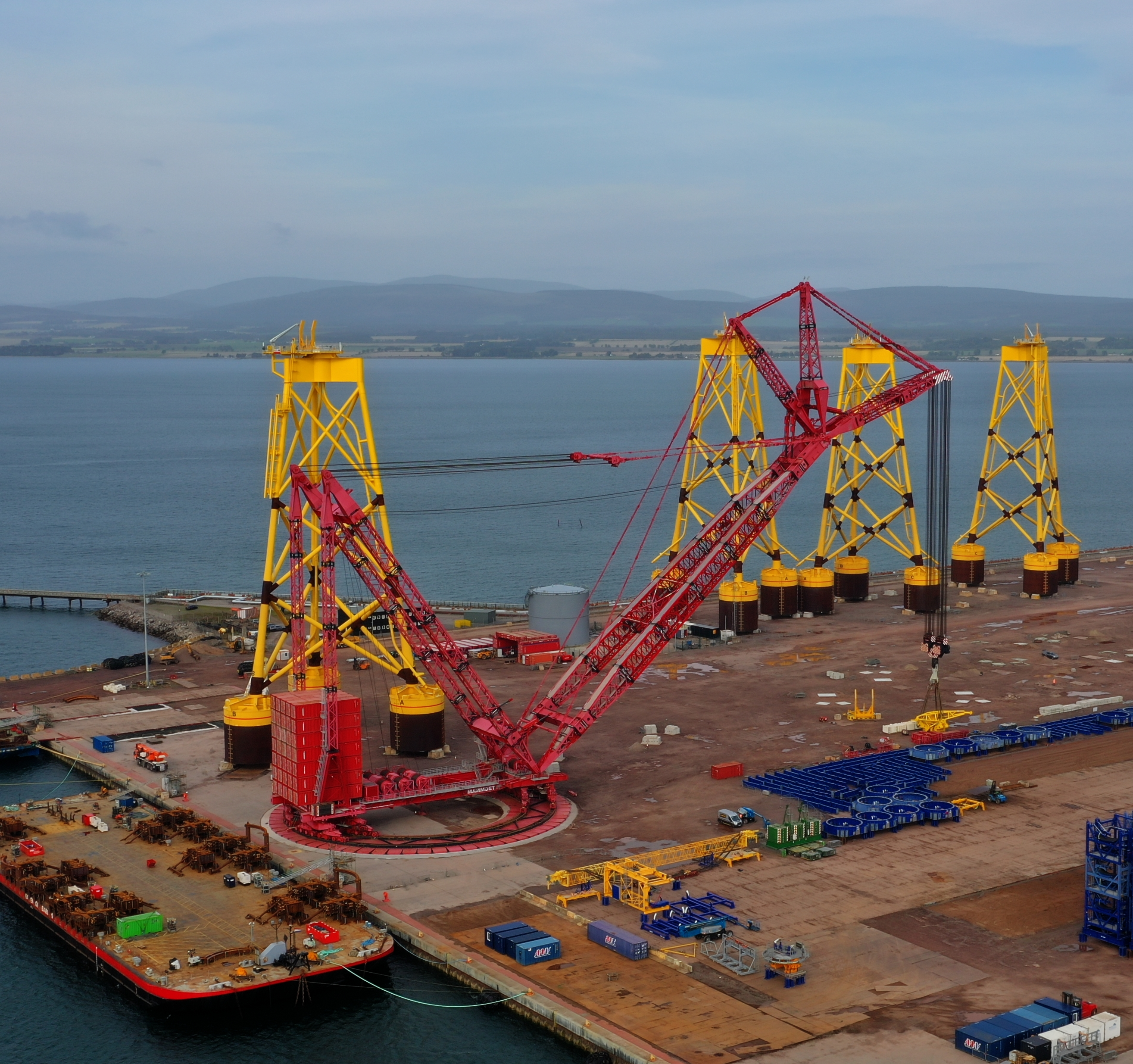
Ringkran

### Weitere Krane
- Kabelkran, Seilkran, Seilbahnkran, Hellingkran (Schiffswerft, Holzrückekran)
- Flugzeughebekran
- Schiffskran, Bordkran
- stationäre, fest eingebaute Krane und Aufzüge in mehrgeschossigen Lagerhallen und Baustellen. Elektroantrieb, früher Antrieb über Tretmühle (z. B. Alter Kranen am Flussufer in Würzburg), Göpel (z. B. Menschen-Göpel-Kran im Dach der Herz-Jesu-Kirche Graz für Baumaterial) o. Ä.
- mobiler, elektrischer Sondermontagekran in den Werkshallen der Automobil- und Luftfahrtindustrie
- Eisenbahnkran
- Heukran
- Gleisjochverlegekran (z. B. Gleisjochverlegekran Platow UK 25/9)

## Verschiedenes
Hubschrauber, Seilbahnen, Ballone und Drachen(fähren) können ggf. die Funktion eines Krans übernehmen. Ihr Einsatz ist aber wegen der hohen Betriebskosten im Regelfall auf unwegsame Gebiete oder für Arbeiten an sehr hohen Bauwerken beschränkt. Speziell für den Kraneinsatz konstruierte Helikoptertypen sind: K-Max, Sikorsky S-64 Skycrane, Mil Mi-10. Ein Versuchsballon war 2001/2001 CargoLifter CL75 AirCrane mit 75 t Nutzlast.
Funktionell ähneln folgende Werkzeuge: Angelrute, Schiffshaken, Greifhilfe, Feuerhaken, Hakenstange um Kleider auf Bügeln auf hochliegenden Stangen zu manipulieren oder kleine Schachteln von hohen Regalen herunter zu kippen.
30 Krane auf 21 Hektar bewegten sich in der Abenddämmerung des 15. Februar 2014 als mit Lichteffekten choreografiertes Ballett zur 15-minütigen Symphonie Kranensee, komponiert von Florian Reithner, auf der Großbaustelle der im Nordosten Wiens entstehenden Seestadt Aspern. Damit feierten die Baufirmen die ersten Dachgleichen und 14.000 kamen, um zuzusehen. Kranballetts wurden schon 1996 bei der Umgestaltung des Potsdamer Platzes Berlin und 2010 als Requiem der Kräne in der HafenCity Hamburg dargeboten.
Der Begriff Kranballett wird in den letzten Jahren als ausschmückende Beschreibung für die bloße Ansammlung von Kränen, etwa auf Großbaustellen, verwendet.

## Etymologie
Die Hebevorrichtung aus einer senkrechten Säule und einem drehbaren, meist schräg aufwärts gerichteten Ausleger erinnert an den langen Hals und Schnabel eines stehenden Kranichs. Deshalb benannten schon die Griechen die Konstruktion nach dem Vogel. Im Mittelalter wurde dann aus dem ursprünglichen Kranich die Kurzform Krahn oder Krahnen (z. B. bei Alter Krahnen), später Kran.

## Geschichte der Krane

### Antike griechische Krane

Griechisch-römischer Trispastos („3-Rollen-Zug“), der einfachste antike Krantyp (150 kg Last)

Griechisch-römischer Pentaspastos („5-Rollen-Zug“), eine mittelgroße Variante (ca. 450 kg Last)

Der Kran zum Heben schwerer Lasten wurde im späten 6. Jh. v. Chr. von den antiken Griechen erfunden. Charakteristische Einkerbungen für den Gebrauch von Hebezangen und Lewis-Eisen sind ab ca. 515 v. Chr. an Steinblöcken griechischer Tempel nachgewiesen. Da diese Furchen sich entweder über dem Schwerpunkt des Blocks oder paarweise im gleichen Abstand von einem Punkt über dem Schwerpunkt befinden, werden sie von Archäologen als hinreichender Beweis für die Existenz von Kränen angesehen.
Die Einführung von Hebemaschinen, die mit Seilwinde und Flaschenzug arbeiteten, führte zur weitgehenden Ablösung der Rampe als Haupthilfsmittel für den vertikalen Transport. In den folgenden zwei Jahrhunderten lässt sich auf griechischen Baustellen ein starker Trend zu leichteren Lasten feststellen. Im Gegensatz zur archaischen Periode (700–500 v. Chr.), in der die Größe der verarbeiteten Steinblöcke immer weiter zunahm, weisen klassische griechische Tempel wie der Parthenon durchweg Blöcke auf, die weniger als 15 bis 20 Tonnen wiegen. Zudem rückte man von der bisherigen Praxis ab, große monolithische Säulen zu errichten, und ging dazu über, Säulen aus mehreren Trommeln zusammenzusetzen.
Obgleich die historischen Hintergründe der Einführung des Krans unklar bleiben, wird die Auffassung vertreten, dass die instabile soziale und politische Lage in Griechenland die Beschäftigung von kleineren und professionellen Baumannschaften begünstigte. Dies ließ den Einsatz von Kränen für die Polis attraktiver erscheinen als die Rampentechnik, die den Masseneinsatz von Arbeitern erforderte und in den autokratischen Gesellschaften Ägyptens oder Assyriens üblich war.
Der erste unzweideutige schriftliche Beleg für einen Mehr-Rollen-Zug findet sich in den Mechanischen Problemen (Mechanika 18, 853a32–853b13), die Aristoteles (384–322 v. Chr.) zugeschrieben werden, aber womöglich etwas später verfasst wurden. Ungefähr zur gleichen Zeit erreichten die Steinblöcke der griechischen Tempel wieder die Größe ihrer archaischen Vorgänger, was darauf hinweist, dass in dieser Zeit der Mehr-Rollen-Zug auf griechischen Baustellen seinen Einzug gehalten haben muss.

### Antike römische Krane

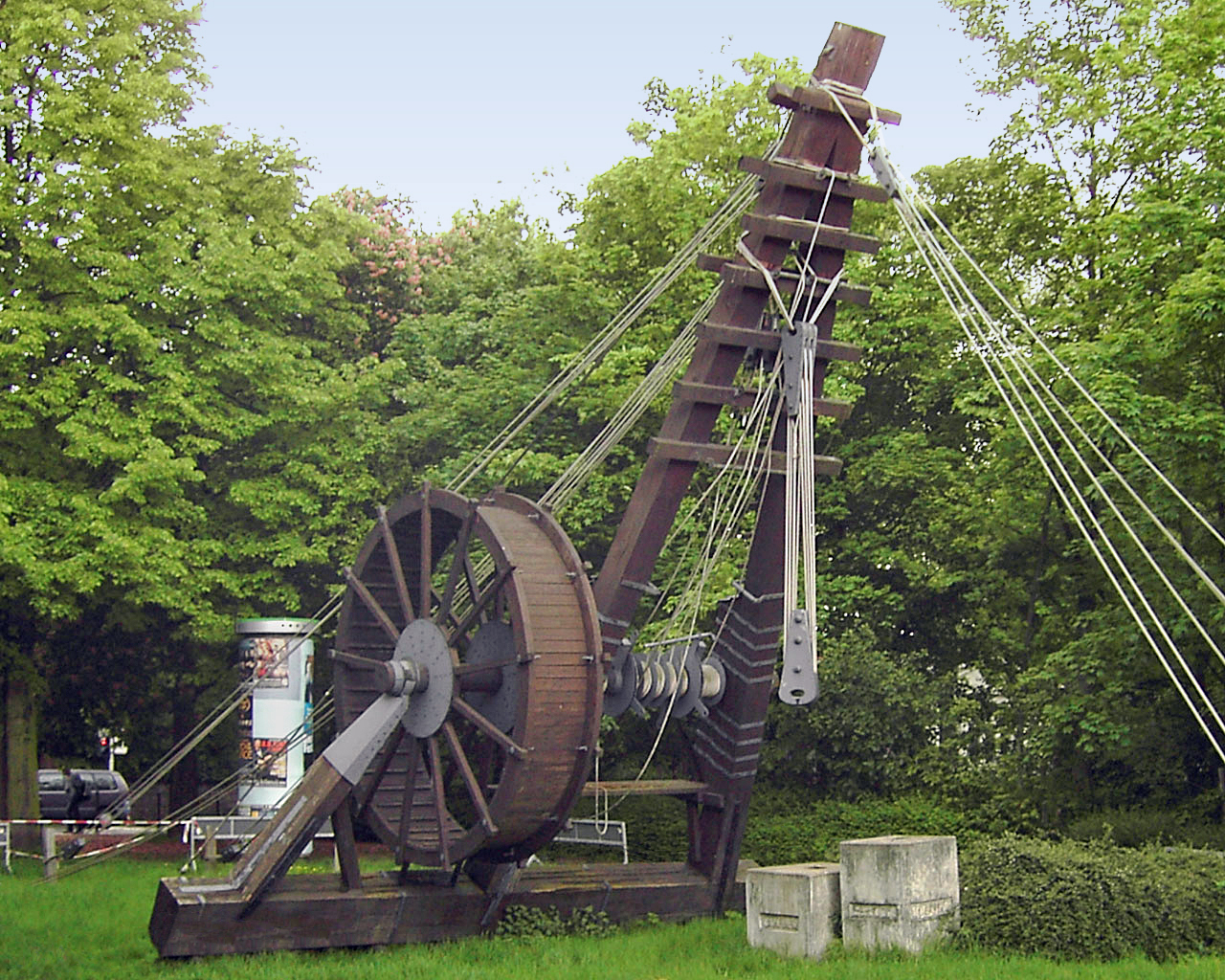
Rekonstruktion eines 10,4 m hohen römischen Polyspastos in Bonn

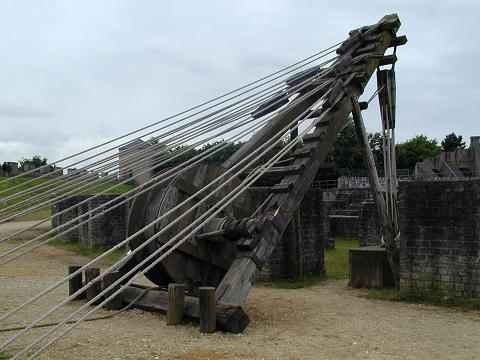
Rekonstruktion eines römischen Baukrans in Xanten

Eine besonders wichtige Rolle spielten Kräne im Bauwesen der Römer, bei denen eine rege Bautätigkeit herrschte und deren Bauten enorme Ausmaße erreichten. Die Römer übernahmen den Kran von den Griechen und entwickelten ihn weiter. Dank der verhältnismäßig ausführlichen Abhandlungen der römischen Ingenieure Vitruv (De Architectura 10, 2, 1-10) und Heron von Alexandria (Mechanica 3, 2-5) sind wir über die römische Hebetechnik relativ gut informiert. Abbildungen römischer Tretradkrane finden sich auf zwei antiken Reliefs, von denen der Grabstein der Haterii aus dem späten 1. Jh. n. Chr. besonders detailliert ist.
Der einfachste römische Kran war ein Drei-Rollen-Zug, der entsprechend Trispastos genannt wurde und aus Hebebaum, Haspel, Seil und einem Flaschenzug mit drei Rollen bestand, was einem Übersetzungsverhältnis von 3 zu 1 entspricht. Berechnungen zufolge konnte mit dem Trispastos ein einzelner Arbeiter an der Haspel – unter der Annahme, dass 50 kg den maximalen Krafteinsatz darstellen, den ein Mann über einen längeren Zeitraum ausüben kann – ein Gewicht von 150 kg heben (3 Rollen à 50 kg = 150 kg). Schwere Krantypen besaßen komplexere Flaschenzüge mit fünf Rollen (Pentaspastos) oder im Fall des größten Krans sogar drei mal fünf Rollen (Polyspastos) und hatten je nach Maximalbelastung zwei, drei oder vier Hebemaste. Der Polyspastos konnte im Haspelbetrieb mit vier Mann bereits 3000 kg heben (3 Seile × 5 Rollen × 4 Männer × 50 kg = 3000 kg). Wurde die Haspel durch ein Tretrad ersetzt, verdoppelte das Höchstgewicht sich sogar auf 6000 kg bei halber Besatzung, da das Tretrad dank seines größeren Durchmessers eine wesentlich größere Übersetzung hat. Das bedeutet, dass die maximale Hebekraft des römischen Polyspastos mit 3000 kg pro Person sechzigmal größer war als beim Bau der Pyramiden, wo es ungefähr 50 Arbeiter bedurfte, einen 2,5 t schweren Steinblock die Rampe hochzubewegen (50 kg pro Person).
Archäologische Indizien weisen darauf hin, dass die Römer die technische Fähigkeit besaßen, noch deutlich größere Lasten vertikal zu transportieren, denn bei zahlreichen römischen Bauten finden sich in höherer Lage weitaus schwerere Steinblöcke, als sie der Polyspastos bewältigen könnte. So wiegen z. B. die Architrave des Jupiter-Tempels in Baalbek, die sich ca. 19 m über dem Boden befinden, jeweils bis zu 60 t und die Blöcke des Eckgesims sogar über 100 t, während der 53,3 t schwere Kapitellblock der Trajanssäule in Rom auf eine Höhe von ca. 34 m gehievt wurde.
Man nimmt an, dass römische Ingenieure diese außergewöhnlichen Lasten durch zwei Maßnahmen bewältigen konnten: Erstens wurde, wie von Heron vorgeschlagen, ein hölzerner Hebeturm errichtet, dessen vier Seiten die Form eines Quadrats mit parallelen Seiten besaßen, einem Belagerungsturm nicht unähnlich, aber mit der Säule in der Mitte der Konstruktion (Mechanica 3, 5). Zweitens wurde eine Vielzahl von Ankerwinden zu Füßen des Turms platziert, die mit Mannschaften besetzt wurden. Ankerwinden genossen trotz ihres kleineren Hebelverhältnisses den Vorzug vor Treträdern, weil sie in größerer Menge aufgestellt und von mehr Arbeitern (und darüber hinaus Zugtieren) bedient werden konnten. Der Einsatz von Ankerwinden wird von Ammianus Marcellinus (17, 4, 15) beim Aufrichten des Obelisco Lateranense im Circus Maximus (ca. 357 n. Chr.) beschrieben. Die maximale Hebekapazität antiker Ankerwinden kann durch die Anzahl der Lewiseisenlöcher bestimmt werden, die in den Monolithen gebohrt wurden. Im Fall der Architravblöcke von Baalbek, die zwischen 55 und 60 t wiegen, lassen jeweils acht Löcher auf den Einsatz ebenso vieler Ankerwinden mit einer individuellen Höchstlast von 7,5 t schließen (60 t / 8 Löcher = 7,5 t). Solch große Lasten in einer konzertierten Aktion hochzuheben, erforderte von den Arbeitsgruppen an den Ankerwinden ein hohes Maß an Konzentration und Koordination.

### Mittelalterliche Kräne

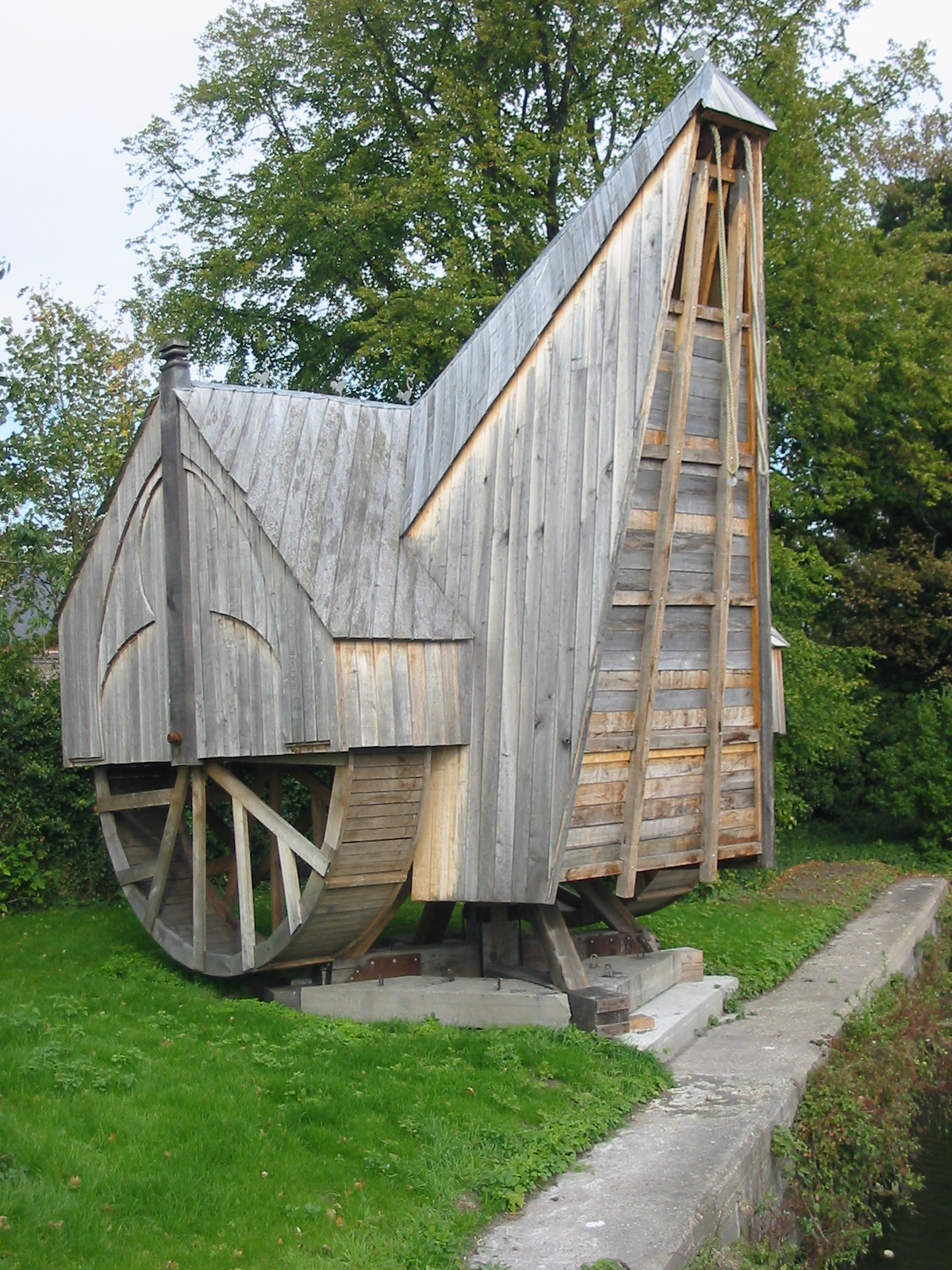
Moderne Rekonstruktion des mittelalterlichen Drehkrans im Hafen von Brügge (kleinerer Maßstab)

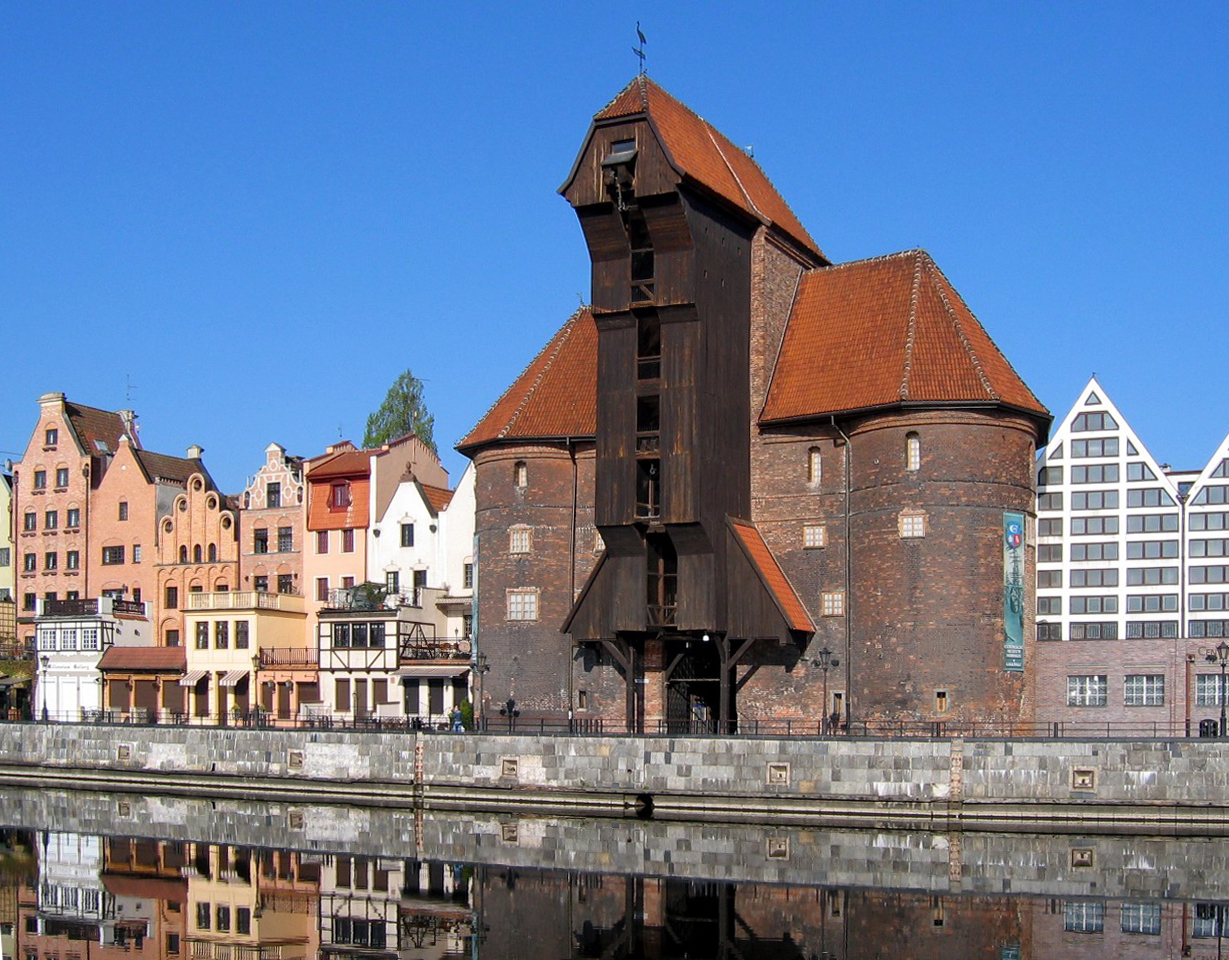
Mittelalterlicher Hafenkran in der früheren Hansestadt Danzig

Nachdem der Tretradkran mit dem Fall des Weströmischen Reichs in Westeuropa außer Gebrauch geraten war, fand die Hebetechnik im Hochmittelalter im großen Maßstab ihren Wiedereinzug. Die früheste Erwähnung eines Tretrads (magna rota) taucht in französischen Quellen um 1225 auf, gefolgt von einer Illustration in einer Handschrift von 1240, die wahrscheinlich ebenfalls französischer Herkunft ist. In der Schifffahrt sind die frühesten Einsätze von Hafenkranen für Utrecht 1244, Antwerpen 1263, Brügge 1288 und Hamburg 1291 dokumentiert, während in England das Tretrad erstmals 1331 fassbar ist.
Im Allgemeinen konnte der vertikale Transport mit Kranen sicherer und kostengünstiger bewerkstelligt werden als mit herkömmlichen Methoden. Typische Anwendungsgebiete waren Häfen, Minen und insbesondere Baustellen, wo der Tretradkran eine Schlüsselrolle bei der Errichtung der hochaufragenden Gotischen Kathedralen spielte. Trotzdem lässt sich anhand zeitgenössischer Quellen und Illustrationen erkennen, dass neu eingeführte Maschinen wie Treträder und Schubkarren arbeitsintensivere Methoden wie Leitern und Tragebahren nicht vollständig ersetzen konnten. Vielmehr wurden alte und neue Maschinen im mittelalterlichen Bau- und Hafenbetrieb Seite an Seite eingesetzt.
Abgesehen von Treträdern zeigen mittelalterliche Darstellungen Krane, die manuell durch Seilwinden mit sternförmigen Speichen, Kurbeln und seit dem 15. Jh. durch Winden, die wie ein Steuerrad geformt sind, angetrieben werden. Schwungräder, die Unregelmäßigkeiten im Antrieb ausgleichen und tote Punkte im Hebeprozess überwinden helfen, sind nachweislich seit 1123 bekannt.

#### Ursprünge
Der genaue Prozess, der zur Wiederverwendung des Tretradkrans führte, ist nicht bekannt, aber seine Rückkehr auf mittelalterliche Baustellen muss ohne Zweifel im engen Zusammenhang mit dem zeitgleichen Aufstieg der Gotik gesehen werden. Der Tretradkran könnte eine technische Weiterentwicklung der Winde sein, von der seine Struktur und Mechanik herrührt. Alternativ könnte das mittelalterliche Tretrad eine bewusste Wiedererfindung des römischen Krans sein, so wie er in Vitruvs Werk De architectura beschrieben ist, das zum Bestand vieler Klosterbibliotheken zählte. Ebenso könnte seine Wiedereinführung durch die Beobachtung der arbeitssparenden Qualitäten von Wasserrädern inspiriert worden sein, mit denen frühe Tretradkonstruktionen viele Ähnlichkeiten aufwiesen.

#### Struktur und Platzierung
Das mittelalterliche Tretrad bestand aus einem großen, hölzernen Rad, das sich um eine Achse drehte und eine Lauffläche besaß, die breit genug war für zwei nebeneinander gehende Arbeiter. Während bei frühen Rädern des ‚Kompass-Typs‘ die Speichen direkt in der Achse steckten, besaßen fortschrittlichere Modelle des ‚Klammer-Typs‘ Arme, die an der Achse seitlich befestigt waren. Diese Anordnung ermöglichte die Verwendung einer dünneren Antriebswelle.
Anders als oft angenommen, wurden mittelalterliche Baukrane weder auf den damals üblichen Leichtgerüsten noch auf den dünnen Wänden der gotischen Kathedralen aufgestellt, die nicht die Tragfähigkeit besaßen, das addierte Gewicht von Zugmaschine und Last aufzunehmen. Vielmehr wurden die Krane in der ersten Bauphase auf dem Boden platziert, oftmals innerhalb des Gebäudes. Sobald ein Stockwerk fertig gebaut war und massive Zugbalken die Seitenwände miteinander verbanden, wurde der Kran abgebaut und auf den Dachbalken wieder zusammengesetzt, wo er während der Konstruktion der Gewölbe von Feld zu Feld bewegt wurde. Auf diese Weise „wuchs“ und „wanderte“ der Kran mit dem Gebäude, so dass heutzutage alle vorhandenen mittelalterlichen Baukrane in England sich in Kirchtürmen oberhalb der Gewölbe und unterhalb des Dachs befinden, wo sie nach Abschluss der Bauarbeiten blieben, um Materialien für Reparaturen emporzuheben.
Weniger häufig zeigen mittelalterliche Darstellungen Krane an den Außenseiten der Mauern, wo das Gestell der Maschine an hervorstehenden Balken befestigt war.

#### Betrieb und Mechanismus

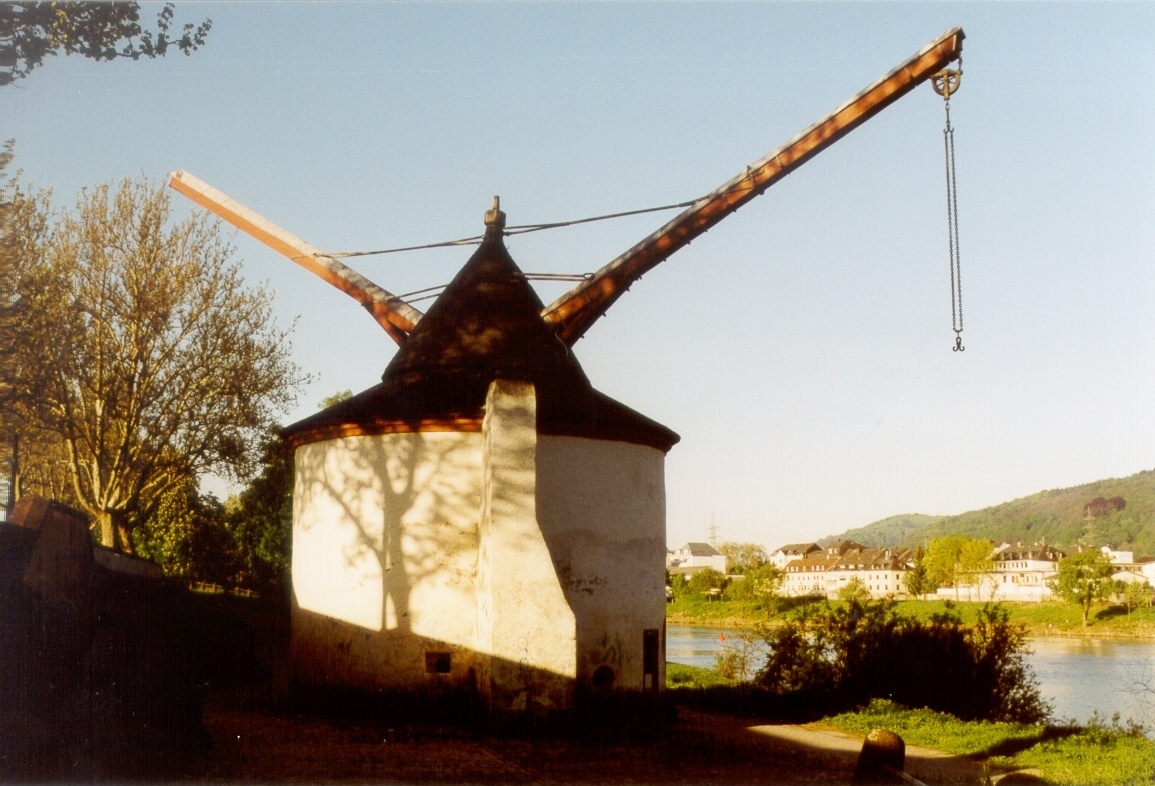
Turmkran von 1413 im Trierer Binnenhafen, 2. Ausleger für Gegenlast

Im Gegensatz zu modernen Kranen bewegten mittelalterliche Krane – genauso wie ihre antiken Vorgänger – Lasten kaum in horizontaler Richtung, sondern waren in erster Linie nur für vertikale Hebevorgänge geeignet. Entsprechend anders wurde am Arbeitsplatz die Hebearbeit organisiert. So wird angenommen, dass im Gebäudebau der Kran die Steinblöcke entweder vom Boden direkt auf ihren Platz hievte, oder von einer Stelle aus, die gegenüber der Mauermitte lag, so dass die zwei Arbeitstrupps, die an beiden Enden der Mauer arbeiteten, mit Baumaterial versorgt werden konnten.
Zusätzlich führte der Kranmeister, der die Arbeiter im Tretrad gewöhnlich von außerhalb des Krans dirigierte, die Last an einem kleinen Seil, mit dem er die Ladung seitlich schwenken konnte. Schwenkkrane, die eine Rotation der Ladung erlaubten und deshalb besonders für Entladearbeiten am Hafenkai geeignet waren, lassen sich bereits ab 1340 nachweisen. Während Quadersteine mit Schlingen, Lewis-Eisen oder Hebezangen (‚Teufelskrallen‘) hochgehoben wurden, ließen sich andere Gegenstände mit Behältern wie Körben, Holzkisten, Paletten oder Fässern befördern.
Es ist erwähnenswert, dass der mittelalterliche Kran selten Sperrklinken oder Bremsen besaß, um zu verhindern, dass die Ladung rückwärts lief. Dies wird durch die hohen Reibungskräfte erklärt, die normalerweise verhinderten, dass das Rad sich unkontrolliert beschleunigte.

#### Hafenkrane

Hebezange im Wappen von Ebershausen

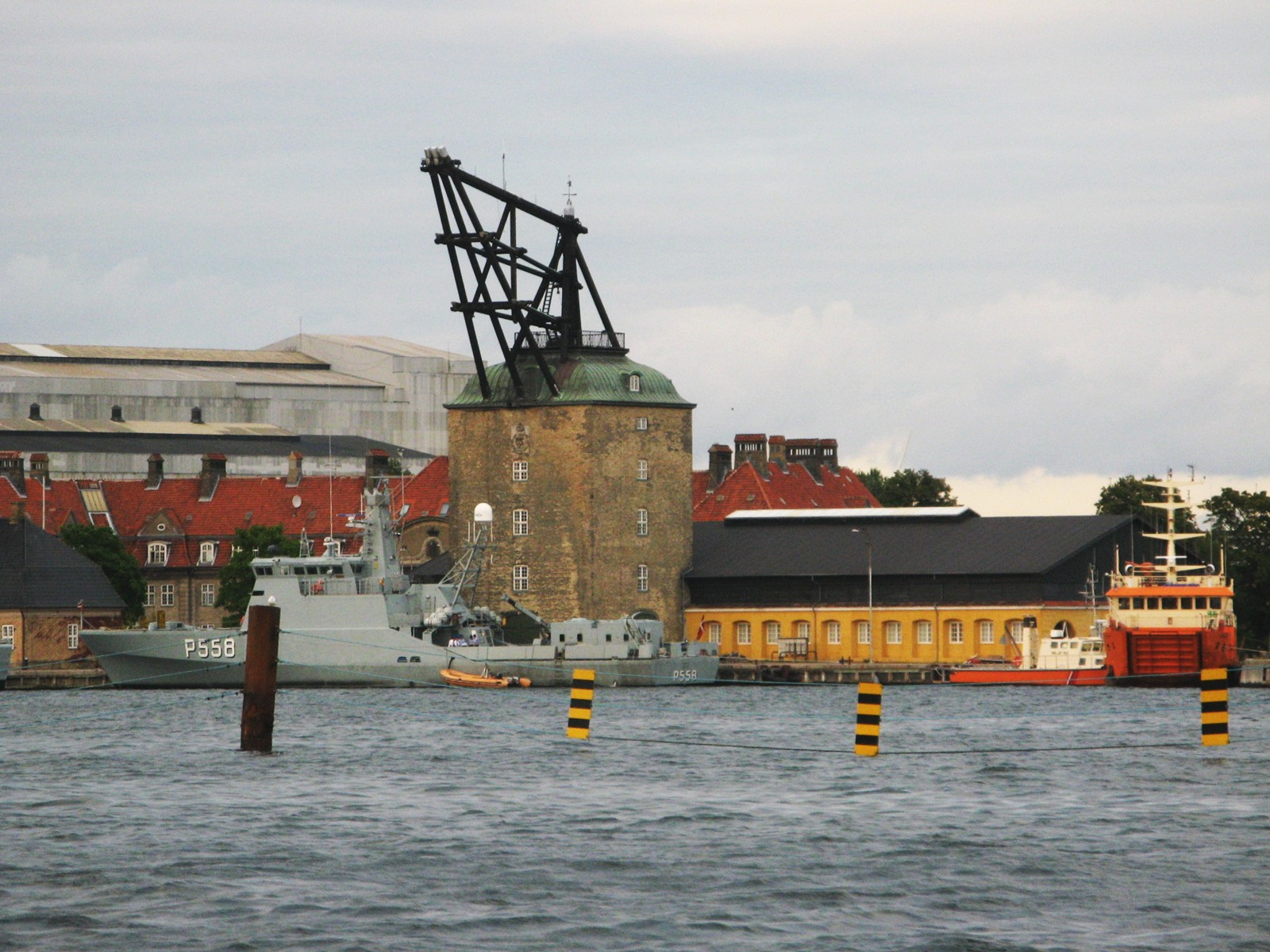
Kran von 1749 in Kopenhagen zum Aufstellen von Masten für Segelschiffe

Stationäre Hafenkrane – nach dem gegenwärtigen Erkenntnisstand in der Antike unbekannt – werden als eine Neuentwicklung des Mittelalters angesehen. Der typische Hafenkran war eine drehbare Konstruktion, die mit zwei Treträdern ausgestattet war. Diese Krane wurden zum Laden und Löschen von Frachtgut direkt am Kai errichtet, wo sie ältere Hebemethoden wie Winden, Wippen und Rahen ersetzten oder ergänzten.
Zwei Typen von Hafenkranen mit unterschiedlichen geografischen Schwerpunkten lassen sich identifizieren: Zum einen Bockkrane, deren gesamte Konstruktion sich um eine zentrale, vertikale Achse drehte und die gewöhnlich in flämischen und holländischen Küstenorten zu finden waren. Zum anderen Turmkrane, bei denen Seilwinde und Laufräder sich in einem festen Turm befanden und sich nur der Ausleger und der Dachaufbau mit der Last drehten. Dieser Typus war in deutschen See- und Binnenhäfen verbreitet. Interessanterweise wurden Kaikrane nicht im Mittelmeerraum und in den hochentwickelten italienischen Hafenstädten übernommen, wo die Behörden über das Mittelalter hinaus Gebrauch machten von der arbeitsintensiveren Methode des Löschens über Rampen.
Im Gegensatz zu Baukranen, bei denen die Arbeitsgeschwindigkeit durch den relativ langsamen Arbeitsrhythmus der Maurer bestimmt wurde, besaßen Hafenkrane gewöhnlich ein Doppel-Tretrad, um den Verladeprozess zu beschleunigen. Die zwei Treträder, deren Durchmesser auf 4 m und mehr geschätzt wird, wurden an beiden Seiten der Kranachse angebracht und drehten sich zusammen. Heutzutage existieren nach einer Untersuchung noch fünfzehn Tretrad-Hafenkrane aus vorindustrieller Zeit in Europa. Neben diesen stationären Kranen kamen im 14. Jh. Schwimmkrane auf, die im ganzen Hafenbecken flexibel eingesetzt werden konnten.

## Sicherheit

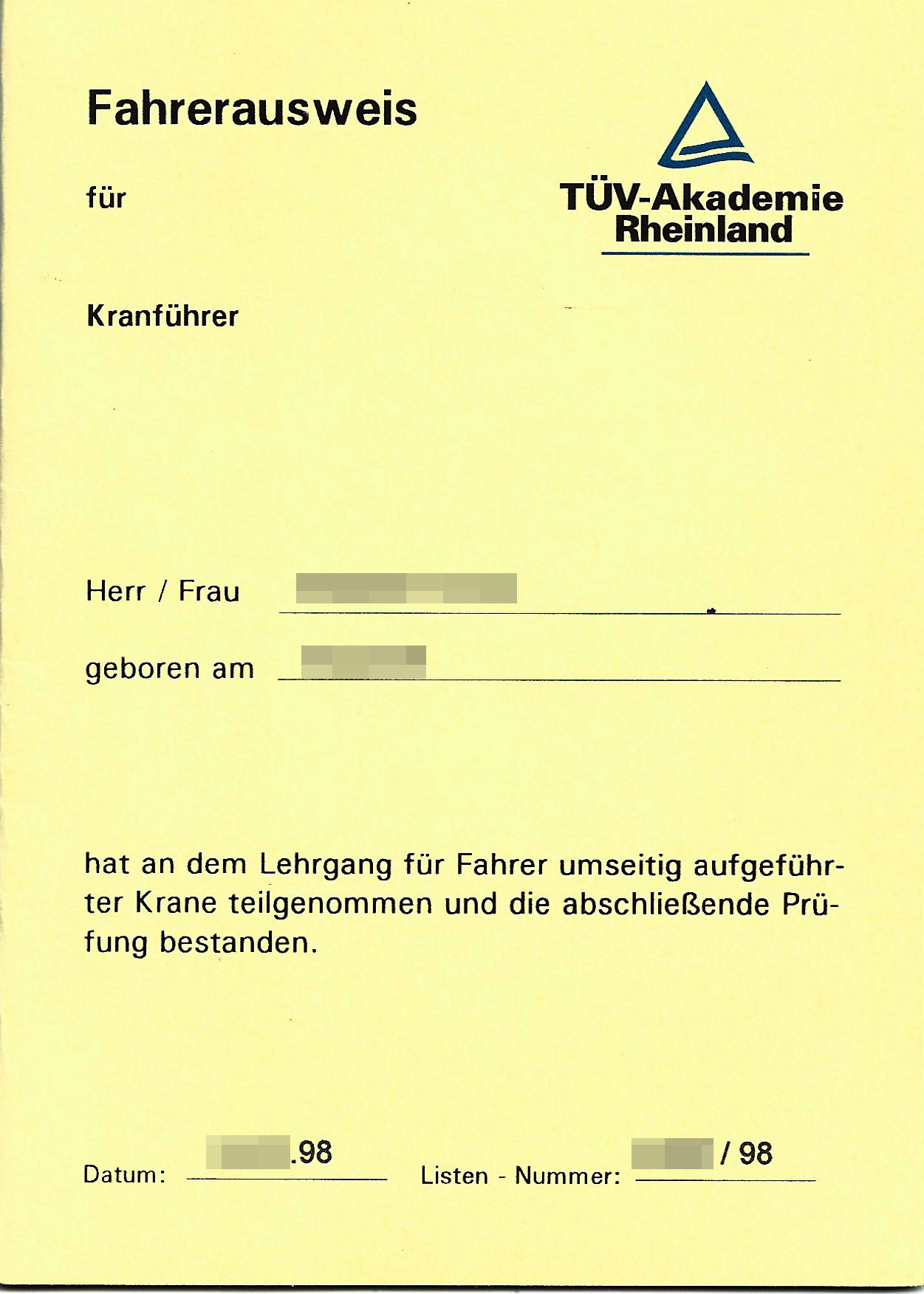
Fahrerausweis für Kranführer, 1998

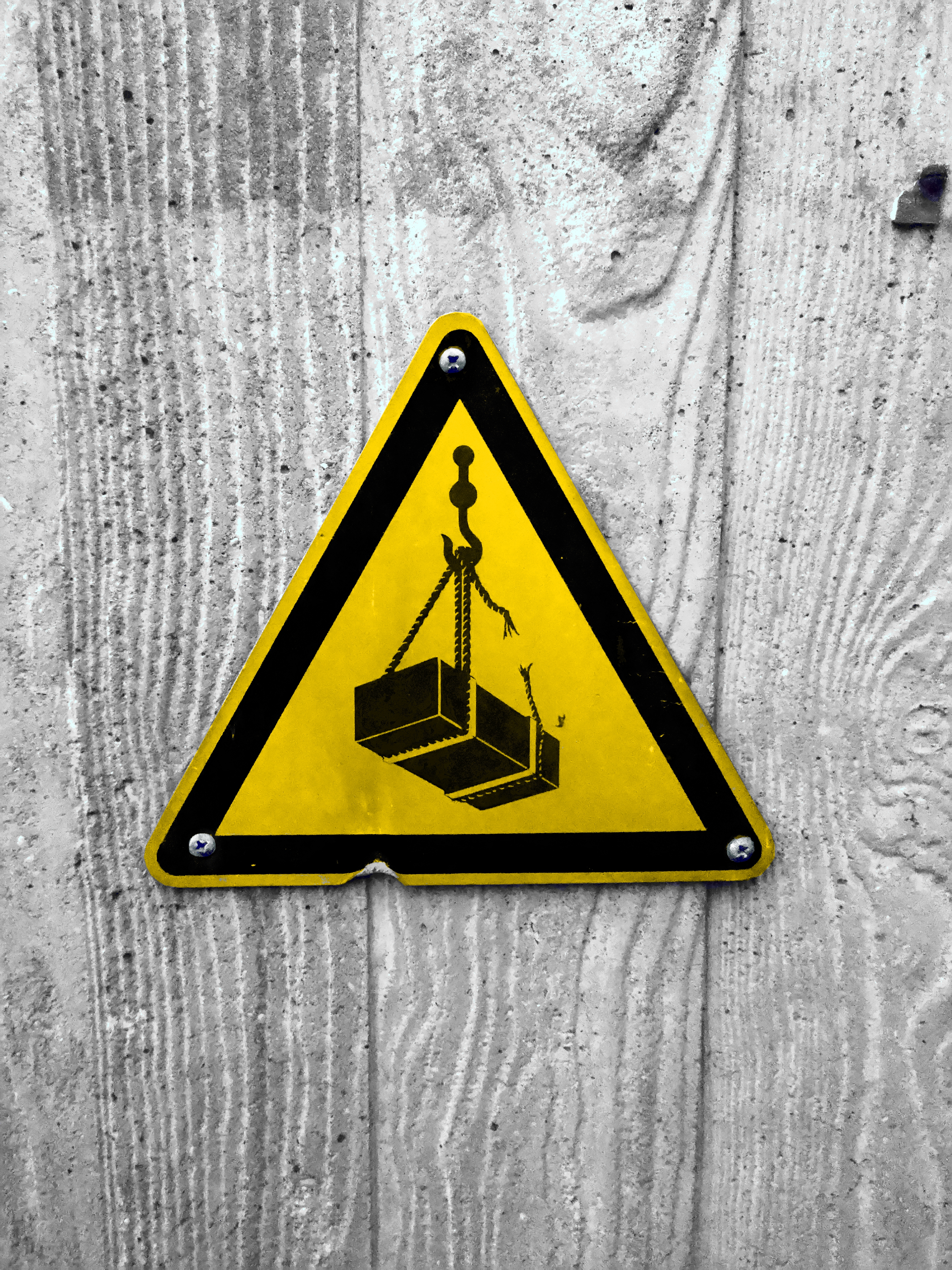
Ein vielfach in der Nähe von Kranen verwendetes Schild, welches vor schwebender Last warnt

Vor der ersten Inbetriebnahme eines Kranes (Hebezeuges) ist in Deutschland eine Abnahmeprüfung nach DGUV G309-001 (Berufsgenossenschaftliche Grundsätze) durch einen von der Berufsgenossenschaft ermächtigten Sachverständigen erforderlich. Diese Abnahmeprüfung reicht von der Sichtung der für einen Kran vorliegenden Dokumente bis hin zur Prüfung aller sicherheitstechnisch relevanten Funktionen, Sicherheitsabstände und angrenzenden Bereiche. Zur näheren Erläuterung wird in diesem Zusammenhang u. a. auf die Unfallverhütungsvorschrift Krane DGUV V 52 verwiesen. Die jährlich wiederkehrende Prüfung ist dann durch einen Sachkundigen (DGUV V 52 §26) durchzuführen.
Voraussetzung für die Führung eines Kranes ist in Deutschland ein Kranführerschein, in der Schweiz ein Kranführerausweis (Art. 5 Abs. 2a Kranverordnung).
Das Betreiben von Kranen, die Schulung der Kranführer (in Deutschland nach BGG 921, in der Schweiz nach Art. 8 ff. Kranverordnung) und die sichere Verwendung von Kranen unterliegt strengen Vorschriften. So widerspricht z. B. die häufig zu beobachtende Diebstahlsicherung auf Baustellen, bei der Geräte über Nacht am Kran aufgehängt werden, den Pflichten des Kranführers gemäß § 30, Absatz 11 der BGV D6. Auf der Grundlage der gesetzlichen Vorschriften regeln Betriebsanleitungen den Umgang mit den jeweiligen Kranen.
Ein Kranführer (auch bekannt als Kranbetreiber oder Kranfahrer) ist dabei eine Person, die einen Kran steuert und überwacht. Der Kranführer hat die Verantwortung für das Bedienen des Krans, die Überwachung der Lastbewegungen und das Gewährleisten eines sicheren Arbeitsumfelds. In Deutschland wird der Kranführerausweis (auch Kranschein) vorausgesetzt, wobei in der Schweiz ein SUVA Kranführerausweis A (Fahrzeugkrane), B (Turmdrehkrane) oder C (Industriekrane / übrige Krane) vorausgesetzt wird.
Die Sicherheit von Krananlagen wird heute durch intelligente Steuerungen sowohl von Kranen als auch Seilzügen unterstützt.

## Museumskrane
- Römischer Baukran mit Laufrad in Aalen
- Baukran mit Laufrad, im Außengelände der Abtei von Hambye (Normandie).
- Kanonenkran, Stockholm, Schweden

## Bekannte Krane

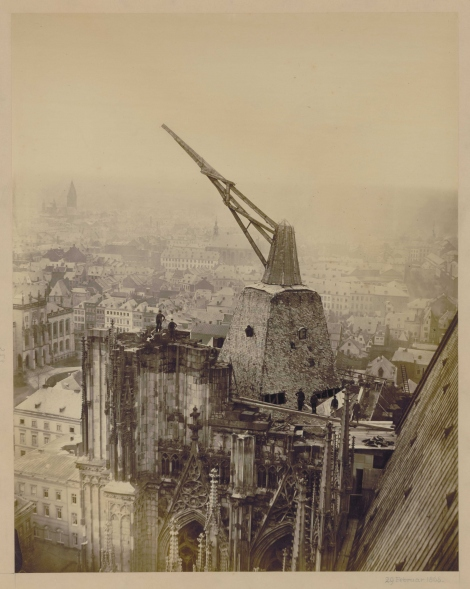
Der mittelalterliche Kölner Domkran, Aufnahme von Theodor Creifelds, 1868, kurz vor dem Abbau

- Liste historischer Hafenkräne aus Mittelalter, Renaissance und Barock
- Harland and Wolff: Samson und Goliath in Belfast
- Kockumskran in Malmö (demontiert)
- Domkran, 14. Jahrhundert bis 1868 auf dem unfertigen Südturm des Kölner Doms
- Thialf & Sleipnir
- Big Carl

## Effizienzsteigerung von Kranen
Bei Kranen aus geschweißten Metallkonstruktionen kann durch eine Schweißnahtnachbehandlung die Lebensdauer oder bei Berücksichtigung während der Entwicklung das übertragbare Lastniveau (Hublast) deutlich gesteigert werden. Bei bestehenden Konstruktionen kann durch eine Schweißnahtnachbehandlung die Lebensdauer oftmals um viele Jahre verlängert werden.
Durch die Berücksichtigung während einer Neukonstruktion kann die Kranstruktur gezielt leichter ausgeführt werden. Dies führt in den meisten Fällen zu einer Steigerung der zulässigen Hublast und damit zu einer Effizienzsteigerung.

### Monografien
- Jünemann/Schmidt: Materialflußsysteme, ISBN 3-540-65076-8
- Martin Scheffler u. a.: Fördermaschinen. Band 1: Hebezeuge, Aufzüge, Flurförderzeuge. Friedr. Vieweg&Sohn Verlagsgesellschaft, Braunschweig / Wiesbaden, 1998, ISBN 3-528-06626-1 In diesem Band werden die Wirkungsweise, Auslegung und Bauform von Lastaufnahmemitteln, Serienhebezeugen, Hebezeugen, Fahrzeugkranen, Aufzügen, Wagen und Schleppern, Staplern, Fahrerlosen Transportsystemen und Regalförderen dargestellt.
- Rudolf Becker: Das große Buch der Fahrzeugkrane. Band 1: Handbuch der Fahrzeugkrantechnik. KM-Verlag, ISBN 3-934518-00-1
- Rudolf Saller: Das große Buch der Fahrzeugkrane. Band 2: Handbuch für Kranbetreiber. KM-Verlag, ISBN 3-934518-04-4
- KM-Verlag: 50 Jahre Demag Mobilkrane, KM-Verlag, ISBN 3-934518-03-6.
- Walter Lütche: Giganten der Arbeit. 40 Jahre Fahrzeugkranbau in der DDR – das Typenbuch. KM-Verlag, Riedstadt, ISBN 3-934518-05-2
- Oliver Bachmann, Heinz-Herbert Cohrs, Tim Whiteman, Alfred Wislicki: Faszination Baumaschinen – Krantechnik von der Antike zur Neuzeit. Giesel Verlag für Publizität, 1997, ISBN 3-9802942-6-9.
- Hans-Otto Hannover, Fritz Mechtold, Jürgen Koop, Dieter Lenzkes: Sicherheit bei Kranen. 7. Auflage. Springer Verlag, Berlin / Heidelberg / New York, ISBN 3-540-62730-8.
- Ing. Hans Werner Friedrich, Obering. Ulrich Wiese: Fachbuch für Hebezeugführer. 3. Auflage. Verlag Technik, Berlin 1990, ISBN 3-341-00777-6.
- Siegfried Zimmermann, Bernd Zimmermann: Kranführer-Ausbildung. Verlag Ingo Resch, Gräfelfing, ISBN 3-930039-31-1.
- Christoph Seeßelberg: Kranbahnen – Bemessung und konstruktive Gestaltung. 3. Auflage. Bauwerk-Verlag, Berlin 2009, ISBN 978-3-89932-218-7.

### Zeitschriftenartikel
- Gernot Kotte: Fahrzeugkran statt Turmdrehkran? Wann sind Fahrzeugkrane von Vorteil? In: bd baumaschinendienst, Heft 4, April 1989, S. 398–402.
- Heinz Herbert Cohrs: Lastmomentbegrenzer und Kranelektronik. In: Fördern und Heben, Mainz 1989, Heft 12, S. 1008–1010.
- Moderne Fahrzeugkrane für den Bau. Markt und Technik in Bewegung. In: BMT Baumaschine und Bautechnik, 37, 1990, Heft 5, S. 244–247.
- Günter Otto: Die Entwicklung des Telekrans. In: Deutsche Hebe- und Fördertechnik, Ludwigsburg 1992, Heft 6, Heft 6, S. 44–49 (Teil I) und Heft 7/8, S. 34 und 37 (Teil II).
- Josef Theiner: Neu- und Weiterentwicklungen bei Fahrzeugkranen. In: Deutsche Hebe- und Fördertechnik, Ludwigsburg 1998, Heft 9, S. 28–34.
- Ulrich Hamme, Josef Hauser, Andreas Kern, Udo Schriever: Einsatz hochfester Baustähle im Mobilkranbau. In: Stahlbau, 69, 2000, Heft 4, S. 295–305.
- G. Scheffels: Grenzen in Sicht? Stand der Technik und Trends in der Auslegertechnologie. (Teleskopkrane) In: Fördern und Heben, Mainz 2000, Heft 6, S. 439–441.
- Jacques Maffini: Steuerungssysteme für mittlere und große Mobilkrane. In: Hebezeuge und Fördermittel, Berlin 2001, Heft 11, S. 528–530.
- Wolfgang Beringer: Der Siegeszug der Mobilkrane. In: Deutsche Hebe- und Fördertechnik, Ludwigsburg 2004, Heft 6, S. 96–100.

### Geschichte
- J. J. Coulton: Lifting in Early Greek Architecture. In: The Journal of Hellenic Studies, 1974, Band 94, S. 1–19.
- Hans-Liudger Dienel, Wolfgang Meighörner: Der Tretradkran. Veröffentlichung des Deutschen Museums. 2. Auflage. München 1997 (Technikgeschichte Reihe).
- Lynne Lancaster: Building Trajan’s Column. In: American Journal of Archaeology, Juli 1999, Band 103, Nr. 3, S. 419–439
- Michael Matheus: Mittelalterliche Hafenkräne. In: Uta Lindgren (Hrsg.): Europäische Technik im Mittelalter. 800–1400. 4. Auflage. ISBN 3-7861-1748-9, S. 345–348.
- Andrea Matthies: Medieval Treadwheels. Artists’ Views of Building Construction. In: Technology and Culture, Juli 1992, Band 33, Nr. 3, S. 510–547
- Karl-Eugen Kurrer: Geschichte der Baustatik. Auf der Suche nach dem Gleichgewicht. Ernst und Sohn, Berlin 2016, S. 556–577, ISBN 978-3-433-03134-6.
- Stefan M. Holzer: Gerüste und Hilfskonstruktionen im historischen Baubetrieb. Geheimnisse der Bautechnikgeschichte. Ernst & Sohn, Berlin 2021, ISBN 978-3-433-03175-9 (Karl-Eugen Kurrer, Werner Lorenz [Hrsg.]: Edition Bautechnikgeschichte).